# Blavet (Bretagne)
Pour les articles homonymes, voir Blavet.
Le Blavet [blavɛ] est un fleuve côtier français de région Bretagne qui coule dans les départements des Côtes-d'Armor et du Morbihan et se jette dans l'océan Atlantique près de Lorient.

## Hydronymie
Le Blavet se nomme ar Blavezh en langue bretonne. Il est issu du breton blavet signifiant « eau jaillissante, eau courante » ou d'une racine préceltique signifiant marécageux.

## Géographie

### Caractéristiques générales
Le Blavet est un cours d'eau long de 148,9 km. Son cours suit une orientation générale nord-sud. Ayant sa source dans la commune de Bourbriac, il arrose successivement les départements des Côtes-d'Armor et du Morbihan avant de terminer sa course sous la forme d'un vaste estuaire dans la rade de Lorient. 

Le cours peut être divisé en plusieurs sections : le Haut Blavet en amont de Gouarec, la section du Canal de Nantes à Brest de Gouarec à Pontivy, la section du Canal du Blavet de Pontivy à Hennebont et l'estuaire en aval d'Hennebont. À mi parcours, au niveau du canal de Nantes à Brest, son cours est brusquement interrompu par le barrage de Guerlédan qui donne naissance au plus grand lac artificiel de Bretagne, le lac de Guerlédan.
Son cours, en grande partie artificiel, a été aménagé par l'homme pour ses besoins (production d'électricité, navigation, fourniture d'eau potable, régulation du débit) au cours des deux derniers siècles. La canalisation de ce fleuve entre Pontivy et Hennebont, prévue dès 1783, n'est achevée qu'en 1825, à la suite de la décision prise par Napoléon Ier en 1806, de canaliser le Blavet vers Lorient, et de le raccorder à un canal de Nantes à Brest. Sur une longueur de 60 km, la dénivellation de 54 m est rachetée par 23 écluses.

### Géologie et relief
Le cours du Blavet, qui suit une orientation générale nord-sud, marque en grande partie la ligne de contact entre des massifs granitiques, à l'ouest (batholite de Pontivy-Rostrenen), et une vaste zone de schistes tendres briovériens à l'est (domaine centre armoricain) s'étendant jusqu'à la Mayenne. Cette adaptation à la structure géomorphologique se traduit par une asymétrie du profil latéral de la vallée, marquée par des escarpements prononcés sur la rive droite, favorables à l'implantation de sites de hauteur, et une relative uniformité du relief sur la rive gauche où des formations métamorphiques marquent souvent la transition avec les zones de schistes tendres.

La pétrographie des écluses montre l'utilisation de granites proximaux. « Les pierres de taille des tablettes offrent une grande homogénéité lithologique, à savoir le granite à gros grain du massif de Pontivy, façonné en superbes éléments présentant aux musoirs un appareillage assez complexe ; localement a été aussi utilisé le granite à grain plus fin du même massif. Pour les encadrements des ouvertures et les chaînages d'angle, les maisons-éclusières ont privilégié le granite grossier ; à Signan, la maison-éclusière étonne par sa façade et son pignon sud en pierres de taille façonnées dans le granite à gros grain. Les bittes d’amarrage ont été également taillées dans la même roche ; de même les bornes, réunies par des chaînes, en bordure du canal à Pontivy ».

### Vallée sous-marine
Lors de la dernière glaciation pléistocène, le niveau de la mer est environ 130 m plus bas qu'aujourd'hui. Aujourd'hui recouverte par la mer et les sédiments, la vallée du Blavet est alors profonde de 20 à 40 m, large de plusieurs kilomètres, et s'étire sur le plateau continental armoricain sur des dizaines de kilomètres, dans le prolongement du cours d'eau actuel. Cette paléovallée se raccorde au canyon du Blavet, ouvert vers le sud-est, creusé dans la pente de ce plateau par le passage régulier des avalanches sous-marines,.

#### De sa source à Pontivy
Le Blavet prend sa source dans les Côtes-d'Armor, à la limite des Monts de Haute-Cornouaille et du Trégor, à 5 km au sud-ouest du bourg de Bourbriac, à une altitude de 280 m. Il se dirige dans un premier temps vers le sud-ouest et alimente l'étang du Blavet puis il se dirige vers le sud et forme la retenue d'eau potable de Kerne-Uhel, puis près de Trémargat il s'enfonce dans de profondes gorges dont les versants sont couverts de bruyères et d'ajoncs touffus, les gorges de Toul-Goulic, et disparait complètement sous un amoncellement de rochers granitiques sur une distance de 300 à 400 mètres. C'est la perte du Blavet, résultat de plusieurs millions d'années de travail d'érosion de la roche par l'eau. Il poursuit ensuite sa route en direction du sud jusqu'à Gouarec où il tourne brusquement vers l'est à la confluence avec le Doré, important affluent de sa rive droite.

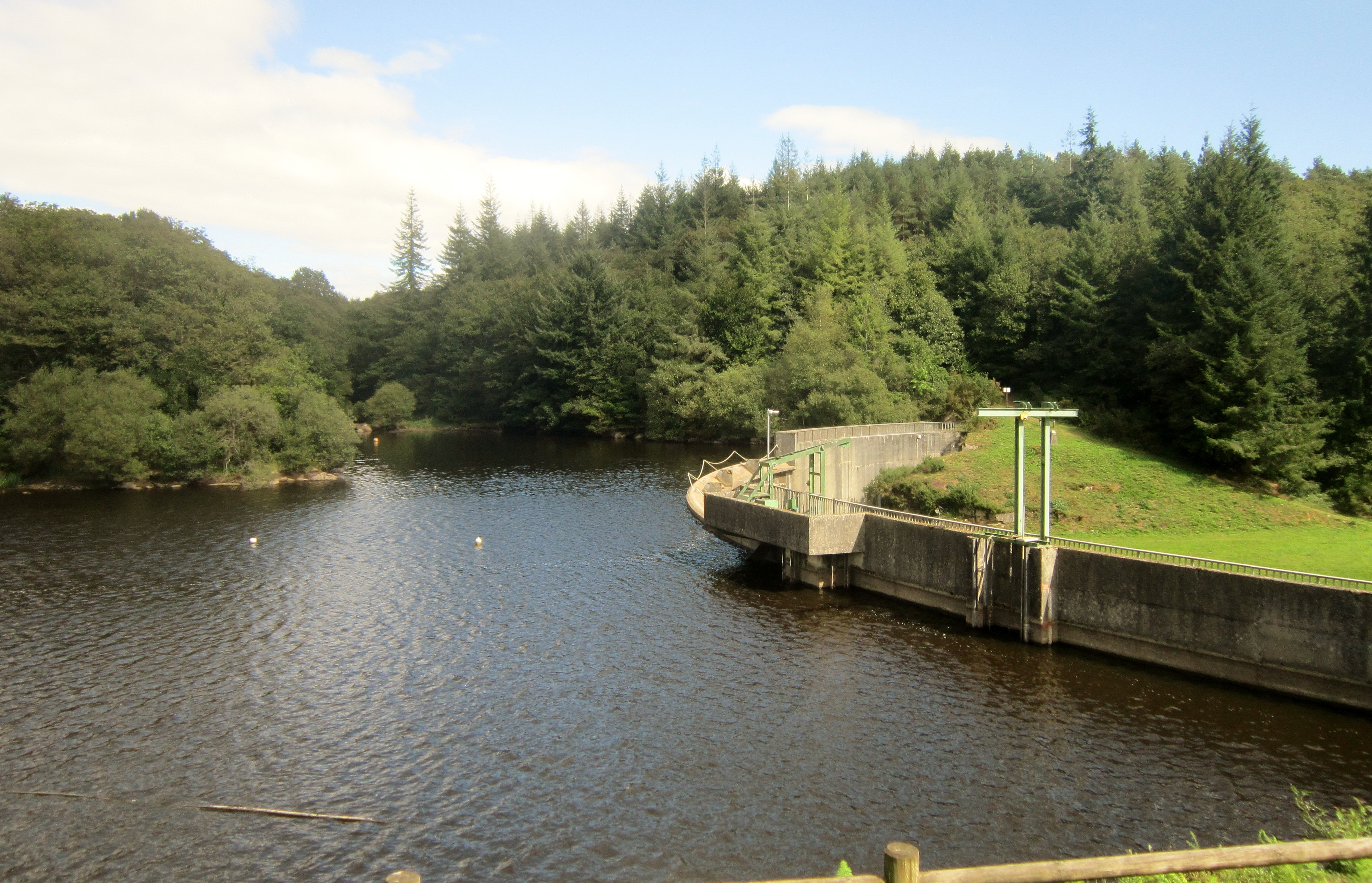
Le barrage et le lac de Kerne-Uhel vus depuis la rive côté Trémargat.
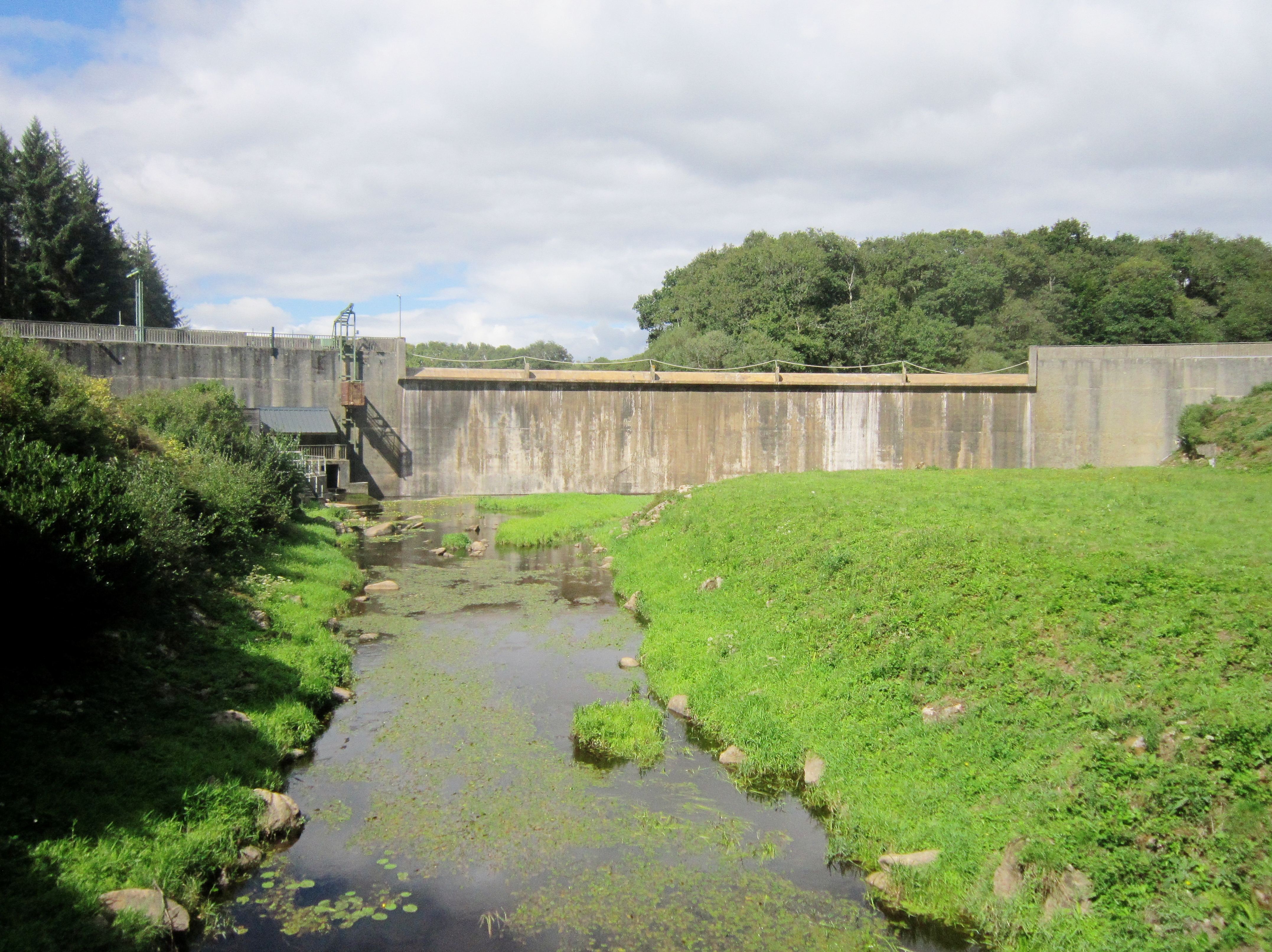
Le barrage de Kerne Uhel vu de l'aval.
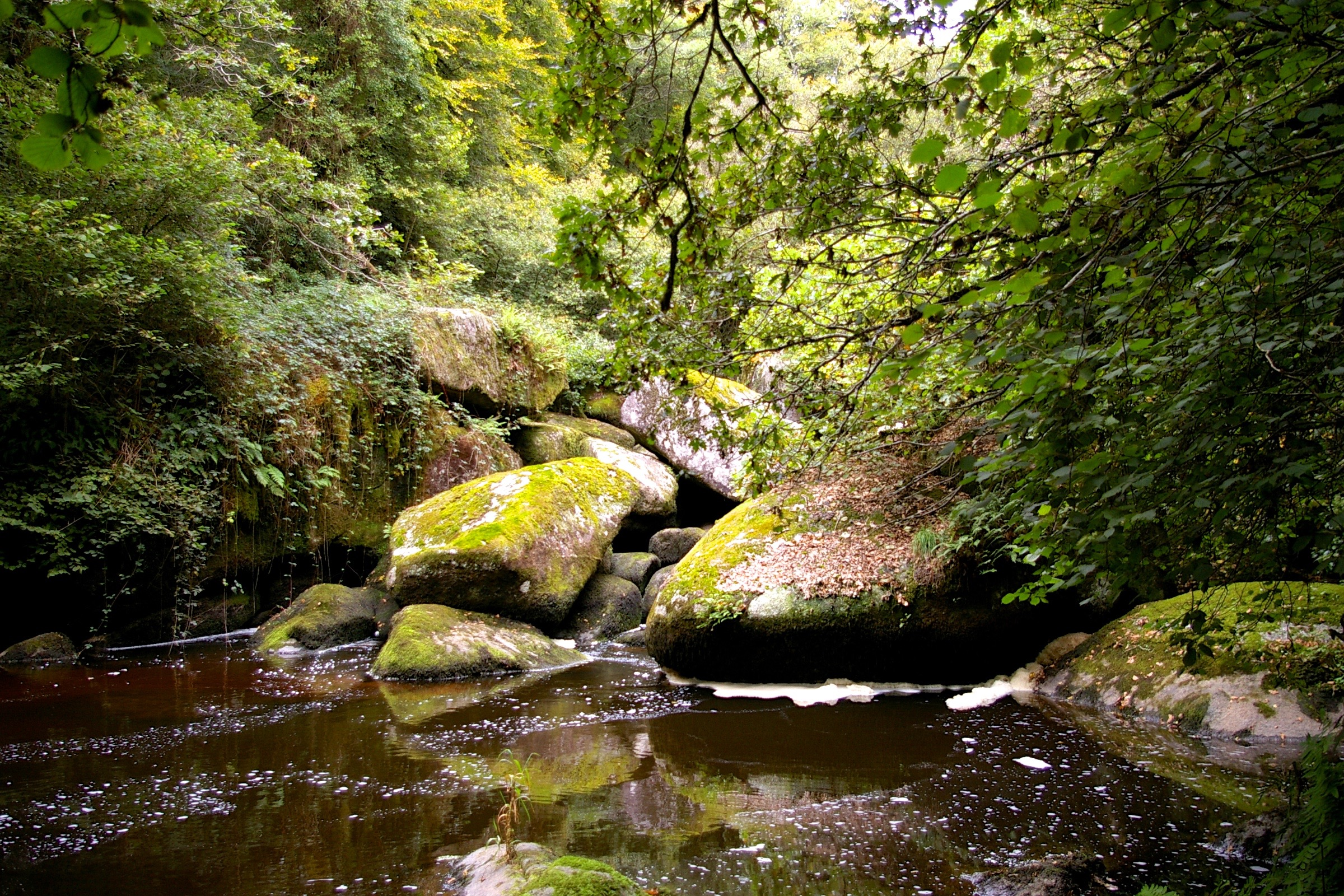
Le Blavet au niveau du chaos rocheux granitique de Toul-Goulic

Le cours du Blavet se confond ensuite avec celui du canal de Nantes à Brest jusqu'à Pontivy. Ce canal est régulé par un système d'écluses construites dans la période post-napoléonienne. En aval des ruines de l'ancienne Abbaye Notre-Dame de Bon-Repos, au confluent avec la rivière de Daoulas, son lit s'élargit considérablement à la suite de la construction du barrage hydroélectrique de Guerlédan barrant son cours à la hauteur du village de Guerlédan. Ce barrage, achevé en 1930 pour l’électrification du Centre-Bretagne, a noyé 17 écluses du canal de Nantes à Brest et interrompt la navigation sur celui-ci. Le Blavet forme alors un lac de 12 km de long, large de quelques centaines de mètres, aux rives accidentées et boisées, bordé sur sa rive sud par la forêt de Quénécan. Avant la construction de l'actuel barrage, le Blavet coulait entre deux chaines de coteaux escarpées, talus de schistes grisâtres qui dominaient ses eaux de 100 à 150 mètres. Après Guerlédan, le Blavet se redirige à nouveau vers le sud et coule à travers une large vallée jusqu'à Pontivy. Douze écluses jalonnent ce tronçon.

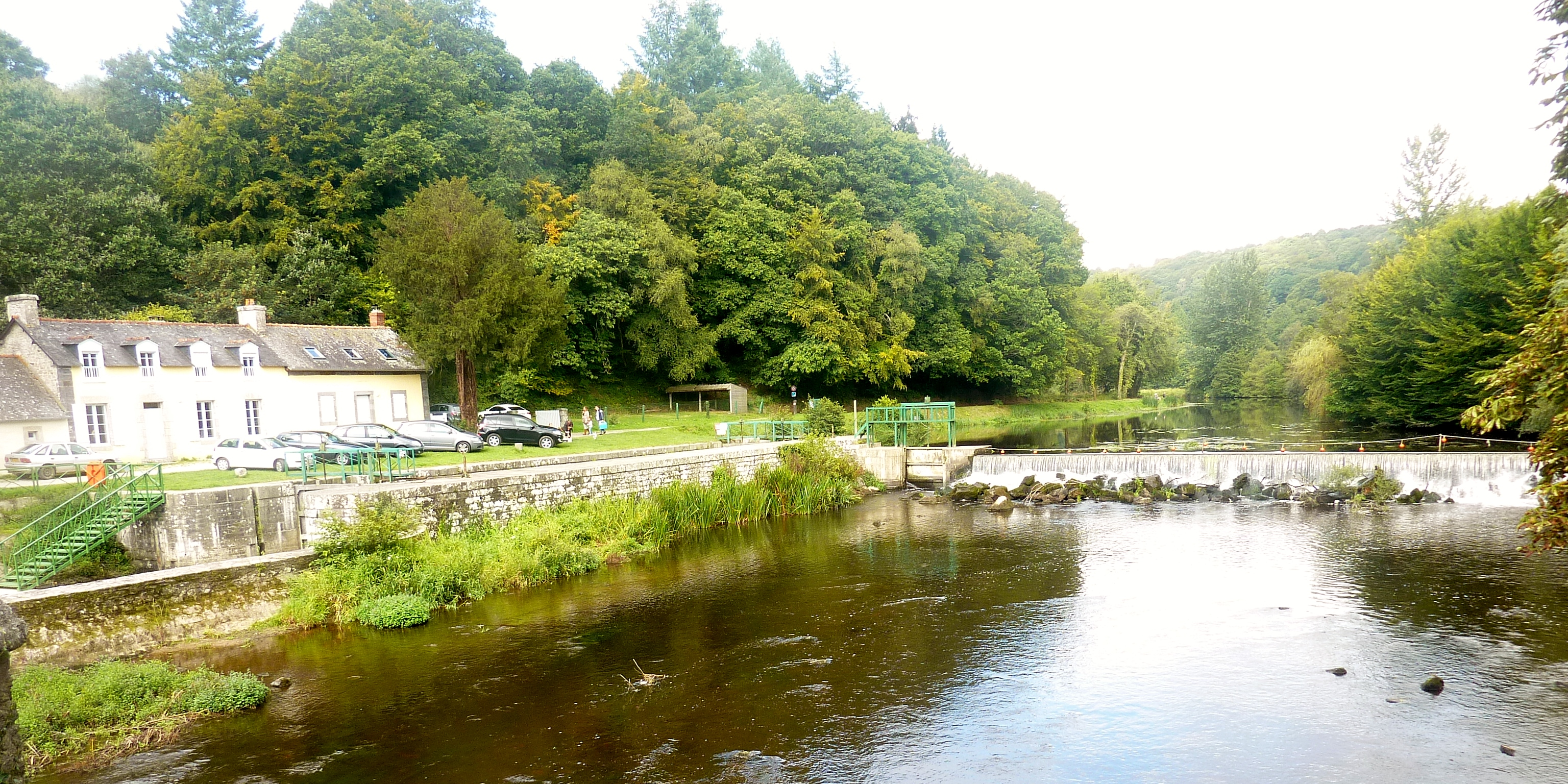
Le Blavet : écluse près de l'abbaye Notre-Dame de Bon-Repos.
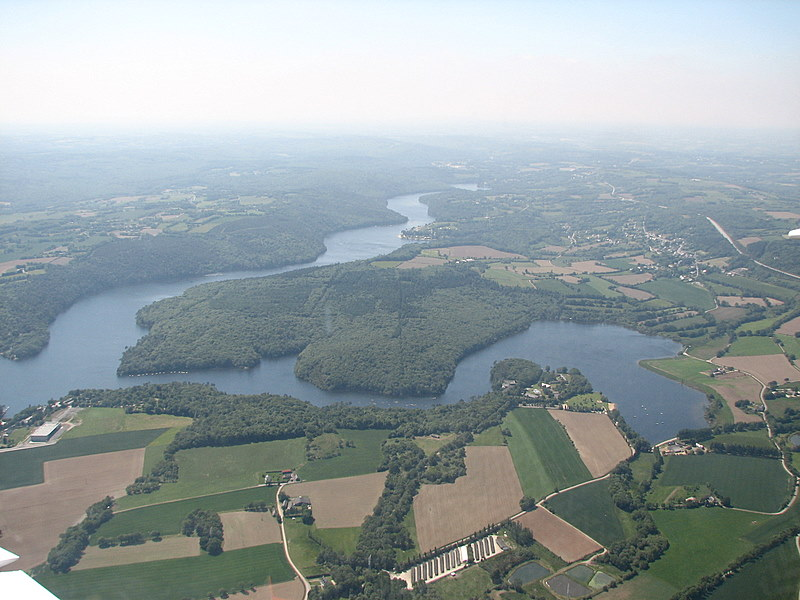
Vue aérienne du lac de Guerlédan.
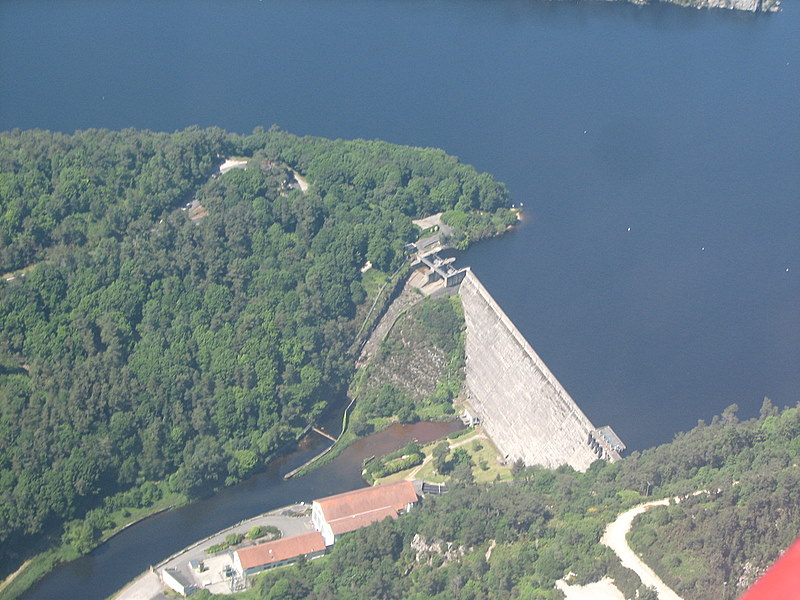
Vue aérienne du barrage de Guerlédan.
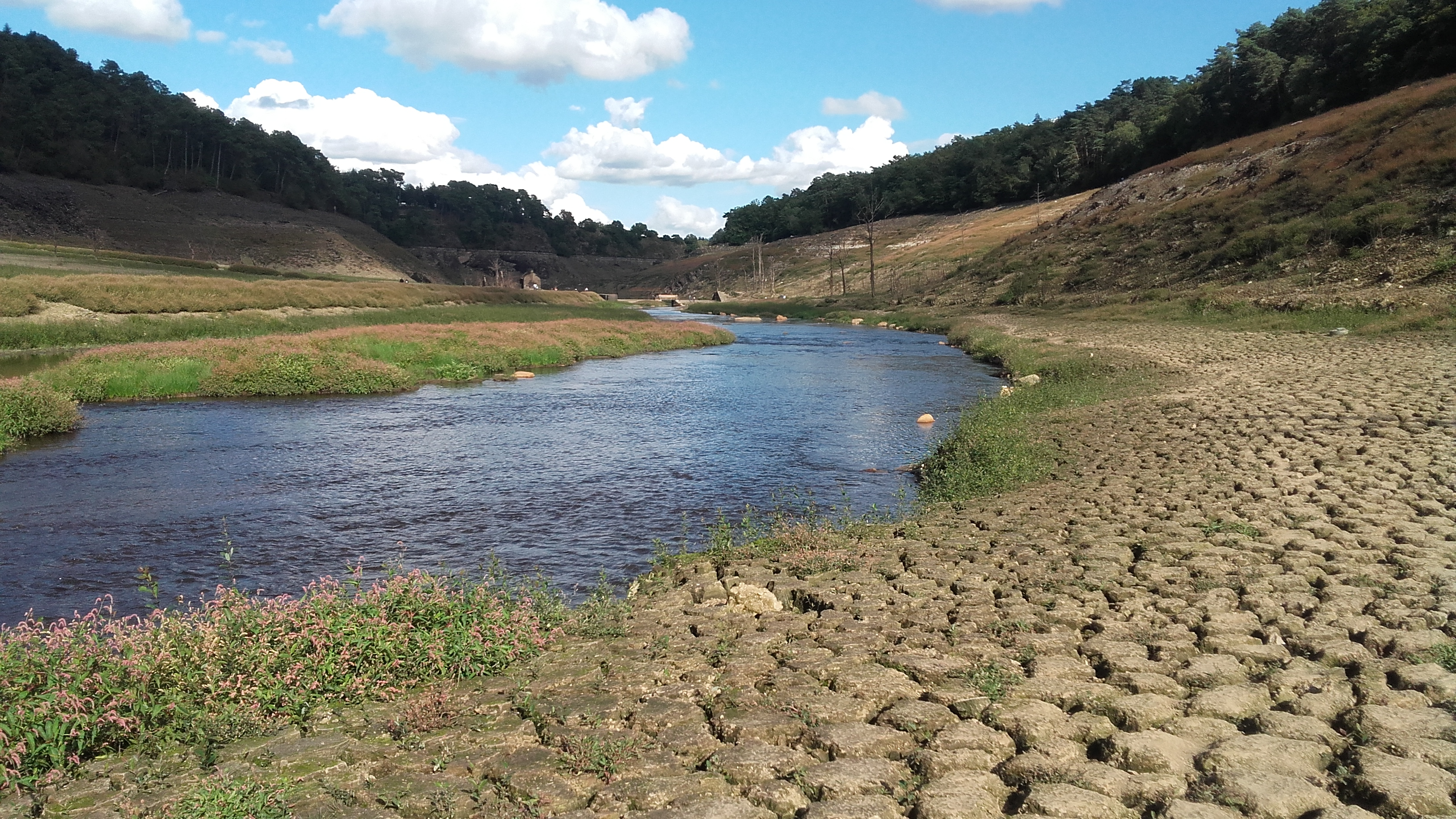
Le Blavet au niveau du lac de Guerlédan lors de l'assec 2015.
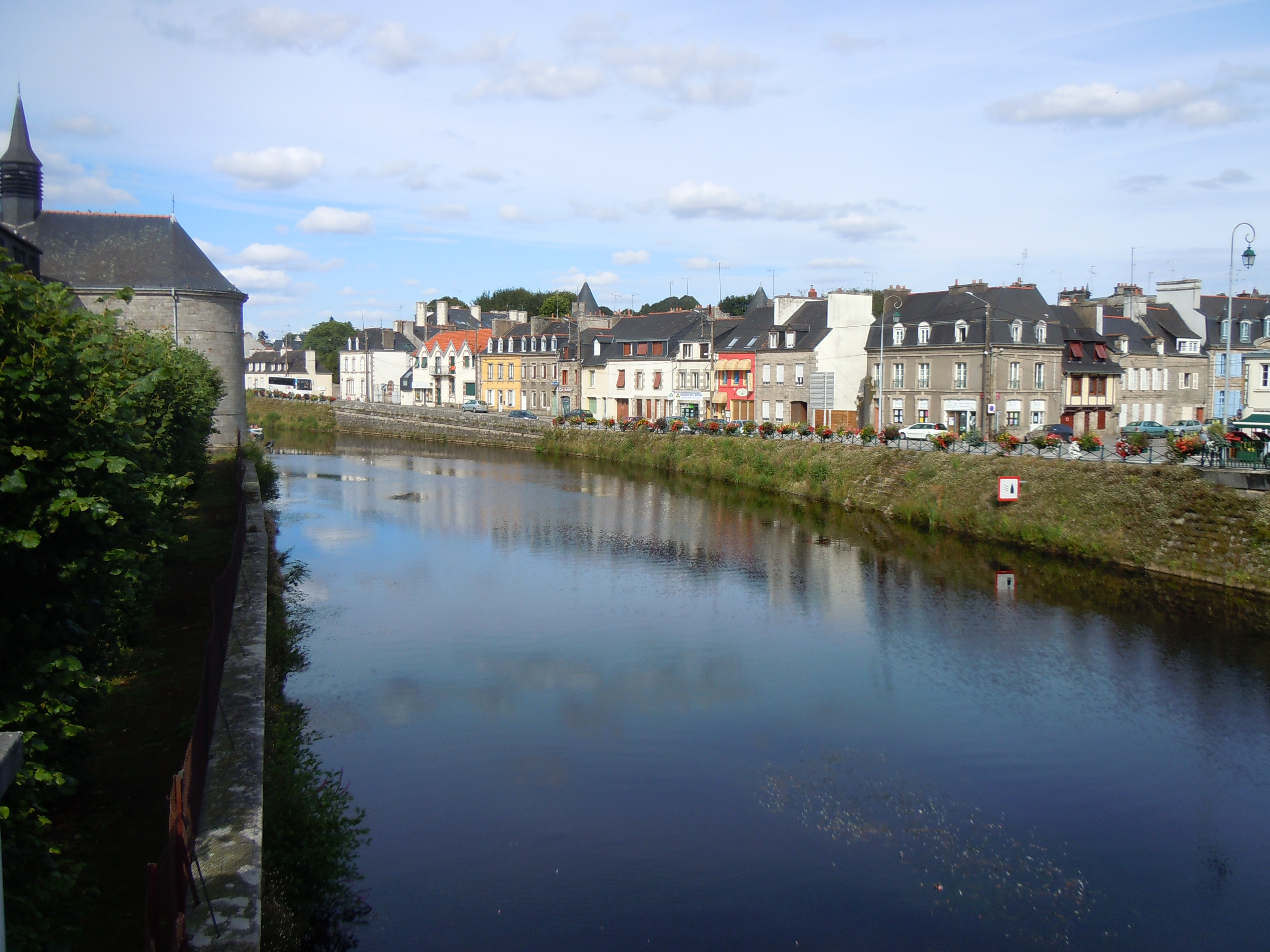
Le Blavet canalisé à Pontivy.

#### De Pontivy à la rade de Lorient
À partir de Pontivy, et jusqu'à Hennebont où commence la navigation maritime, le Blavet est artificiellement navigable pendant 59,6 km sous le nom de canal du Blavet grâce à la présence de 28 écluses qui lui permettent de franchir un dénivelé de 54 mètres. Il coule dans un premier temps en direction du sud-ouest voire du sud-sud-ouest en décrivant de larges méandres et sa vallée étroite et sinueuse sert de cadre à la  ligne de chemin de fer Pontivy-Auray puis arrivé à la hauteur du bourg de Baud il décrit un grand méandre et coule sur une dizaine de km en direction de l'ouest avant de reprendre sa route en direction du sud-ouest. À la hauteur de Saint-Nicolas des Eaux, le Blavet forme une boucle particulièrement serrée. Il donne naissance à une curiosité géographique : la butte de Castennec, une presqu'île abrupte entourée par la rivière. Le percement d'un tunnel dans la butte a été nécessaire pour permettre à la ligne de chemin de fer d'emprunter sa vallée. Sur cette partie de son cours, il est rejoint par ses deux plus importants affluents : la Sarre sur sa rive droite à Melrand puis l'Ével sur sa rive gauche  à Baud. 

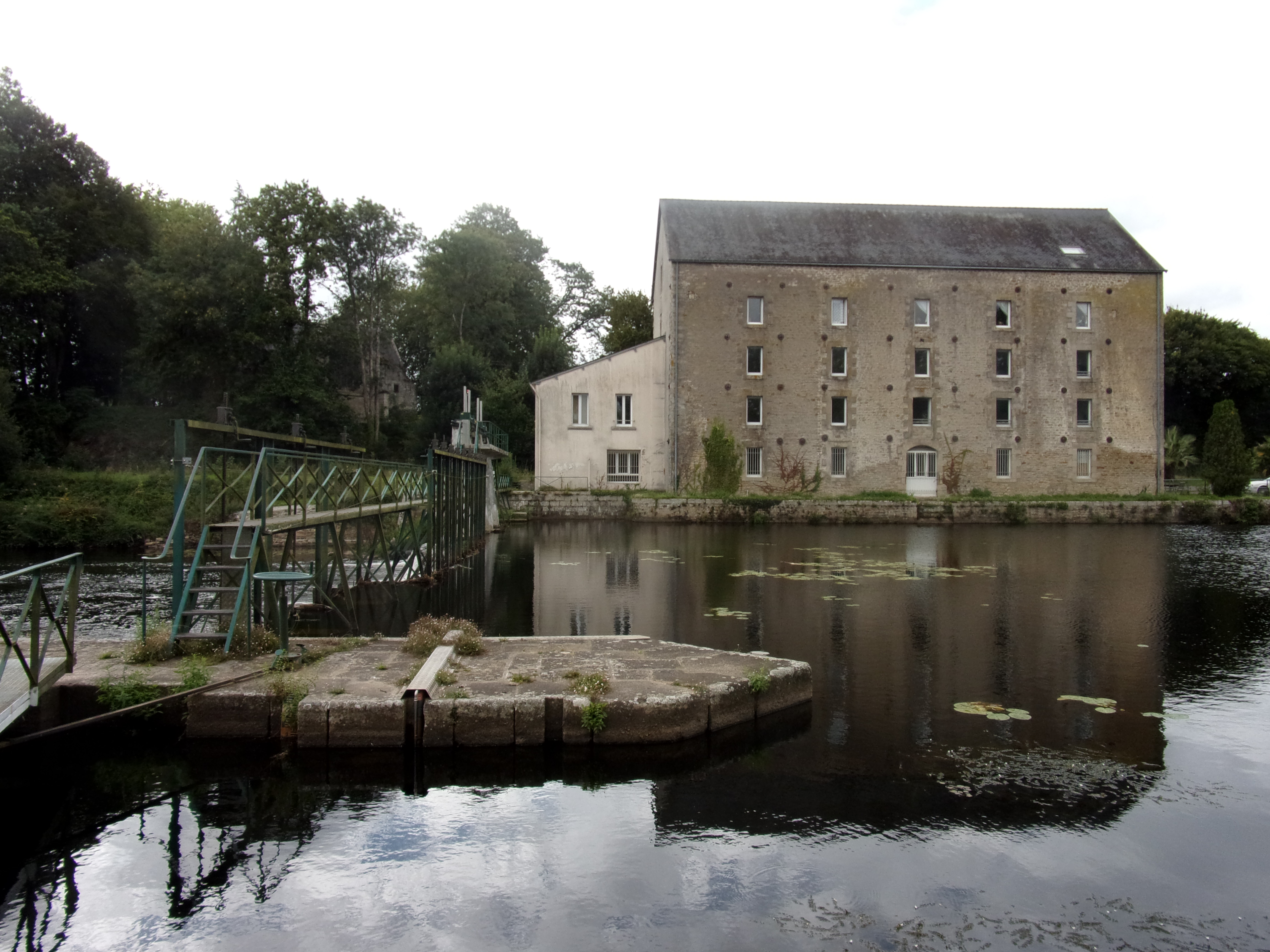
L'écluse de Signan sur le Blavet et le moulin de Saint-Michel (Le Sourn).
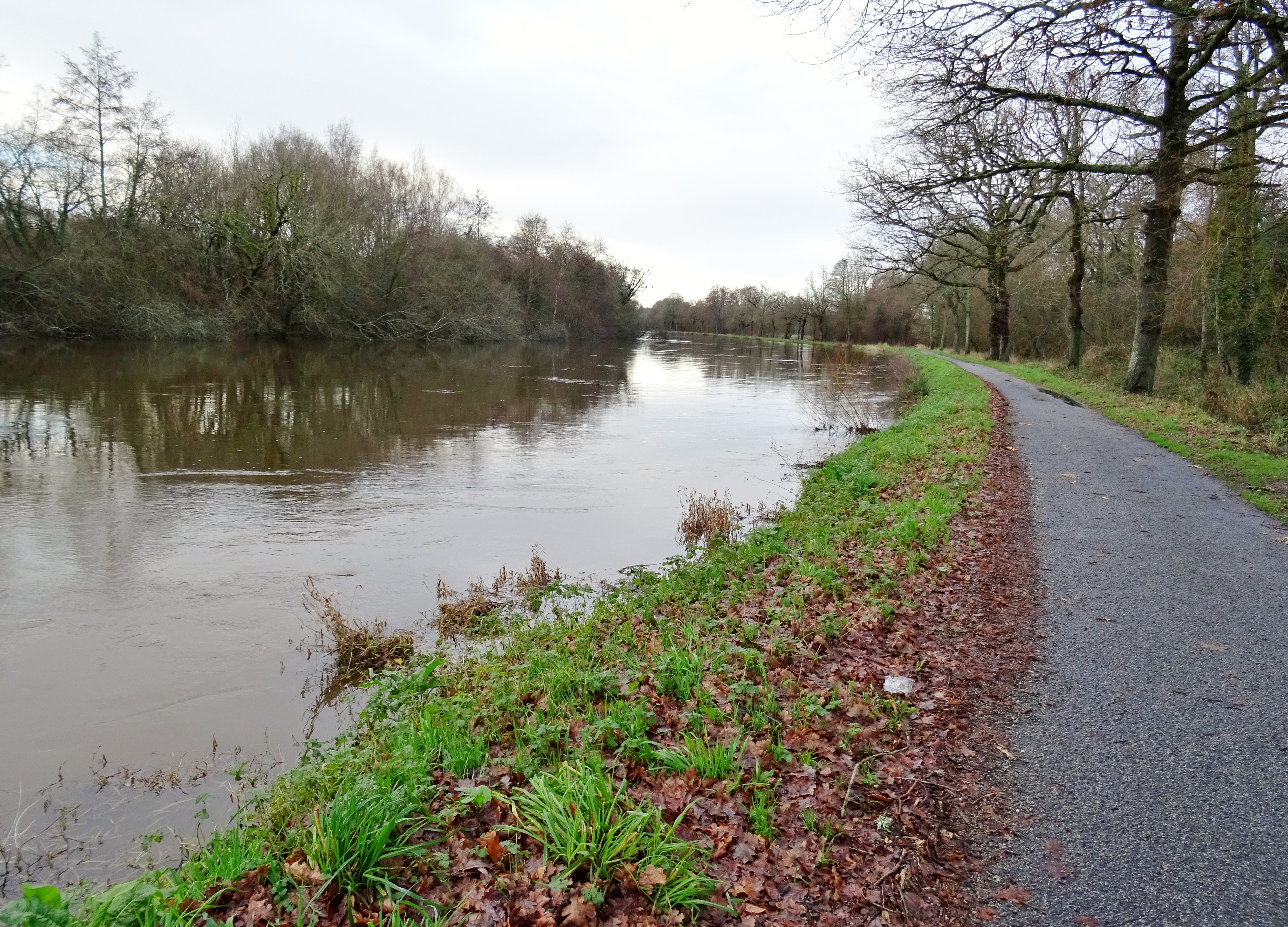
Saint-Thuriau : le Blavet près de la chapelle de Gohazé, vue vers l'amont.
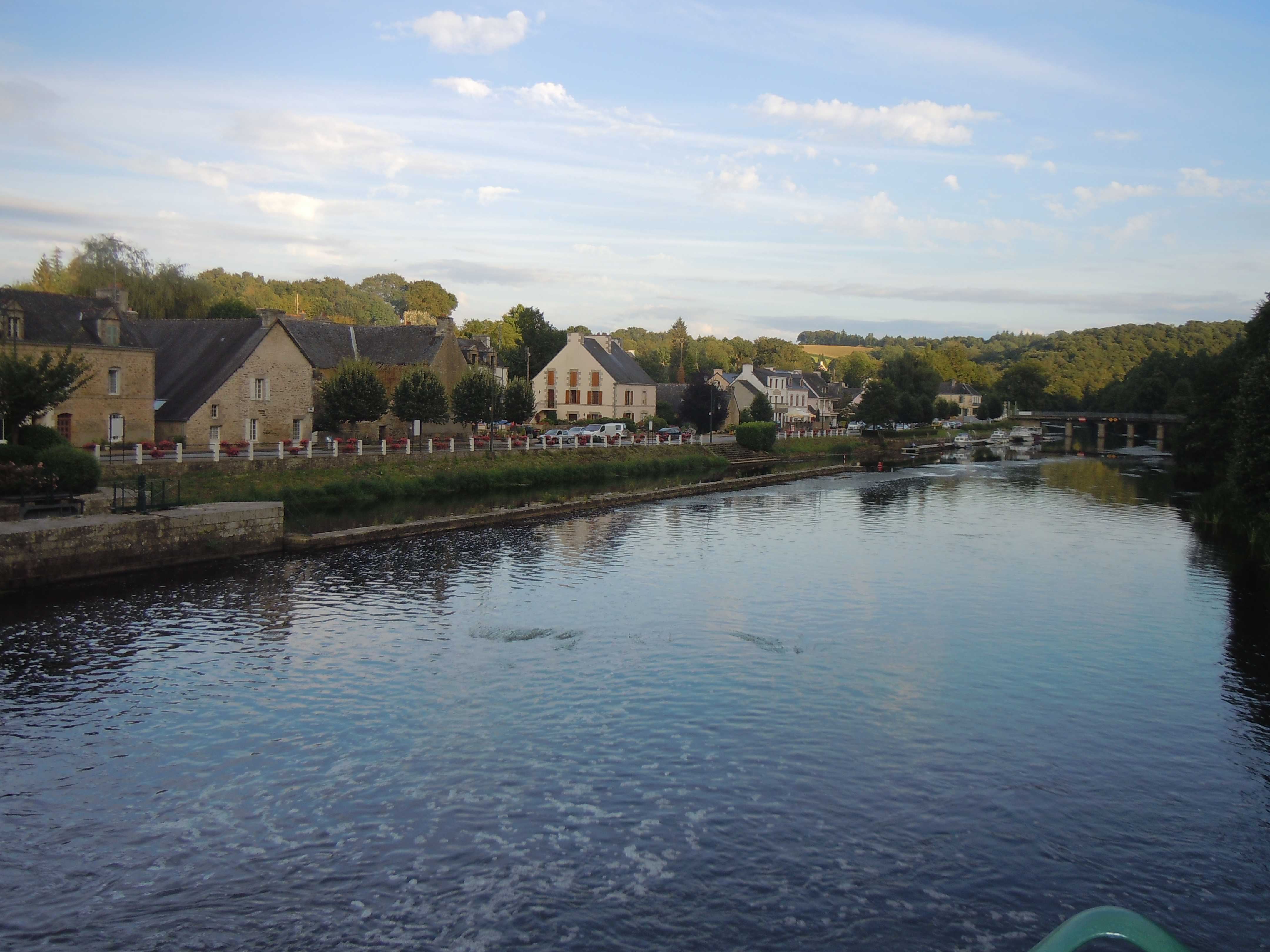
Le Blavet à Saint-Nicolas des Eaux.
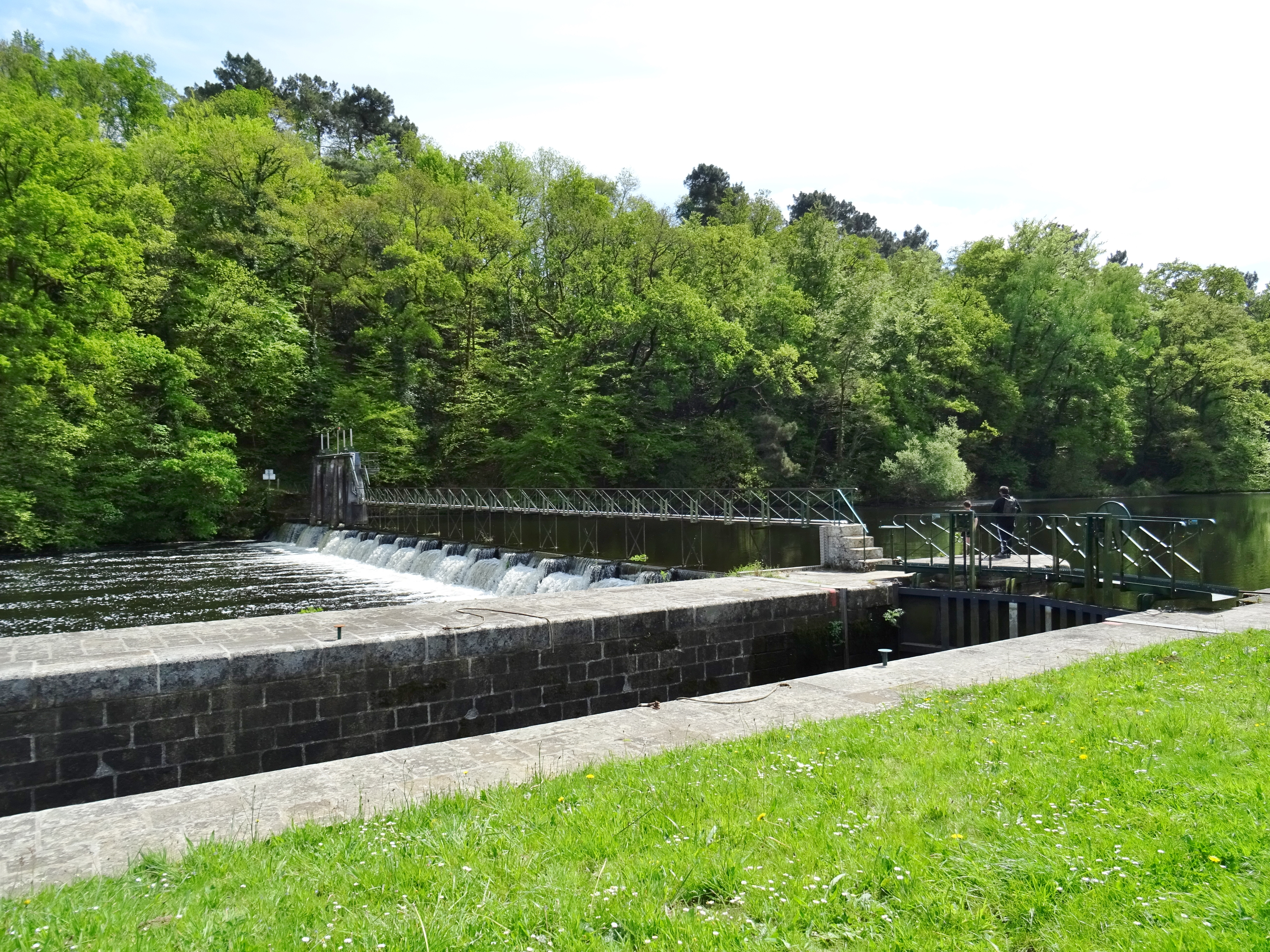
Pluméliau-Bieuzy : l'écluse de la Couarde sur le Blavet et sa passerelle ; à gauche la falaise boisée du méandre de Castennec (rive droite du Blavet).
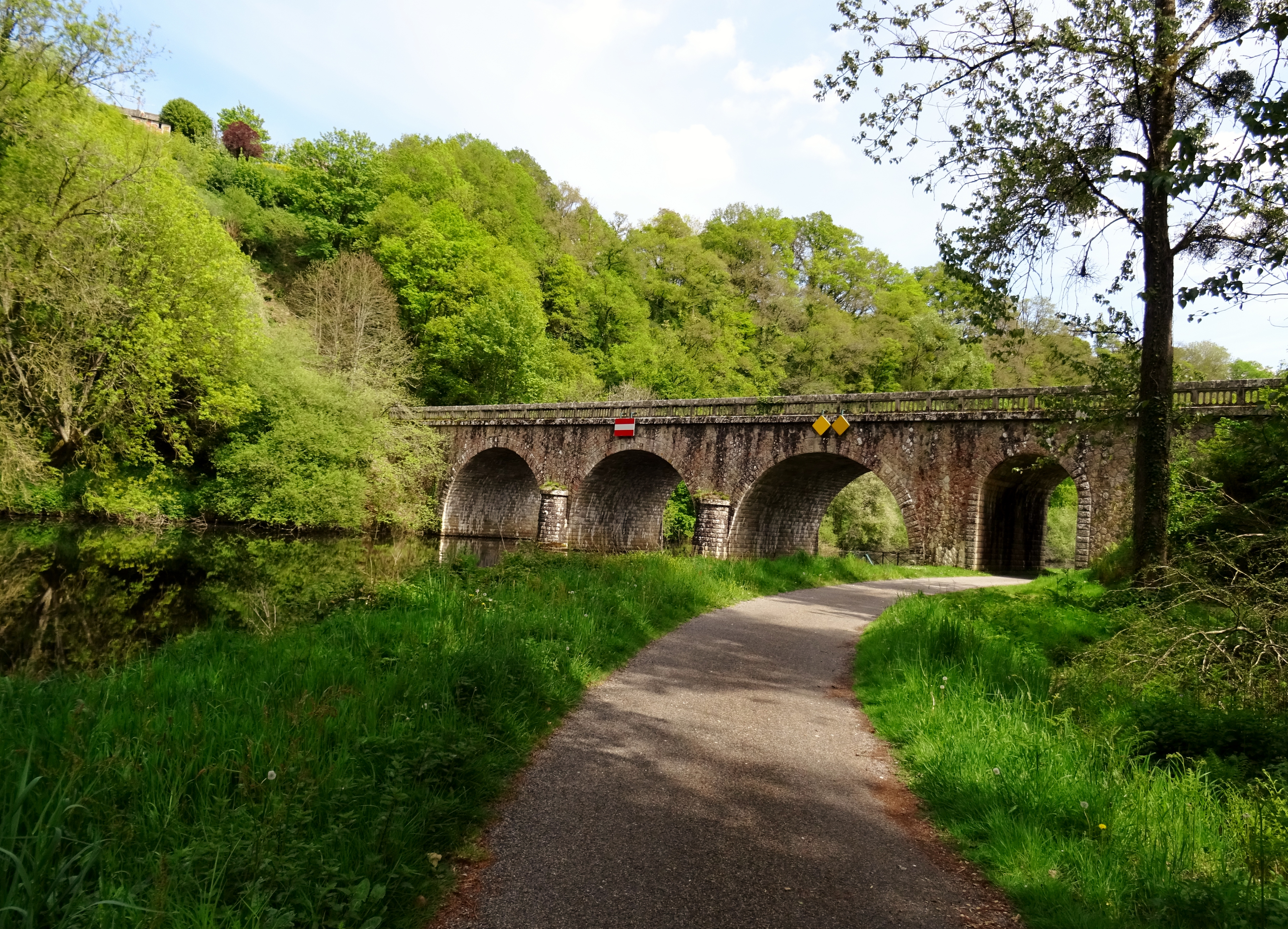
Pluméliau-Bieuzy : le pont ferroviaire (ligne d'Auray à Pontivy), dit "Pont de Gueltas", sur le Blavet juste avant l'entrée du tunnel de Castennec.
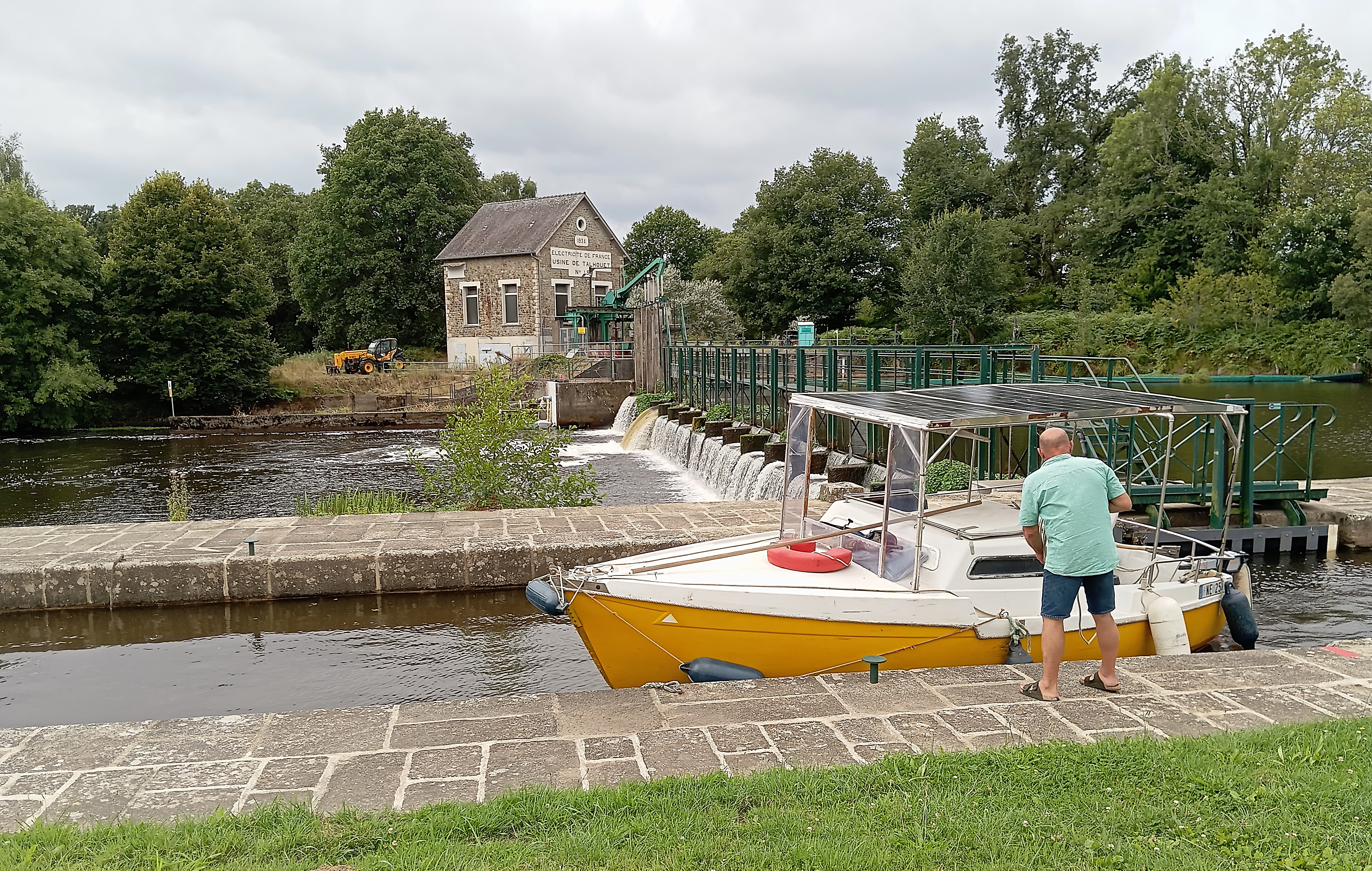
Blavet ː l'écluse de Talhouët en Saint-Barthélemy (Morbihan). À l'arrière-plan l'usine hydroélectrique de Talhouët, située rive droite en Quistinic.
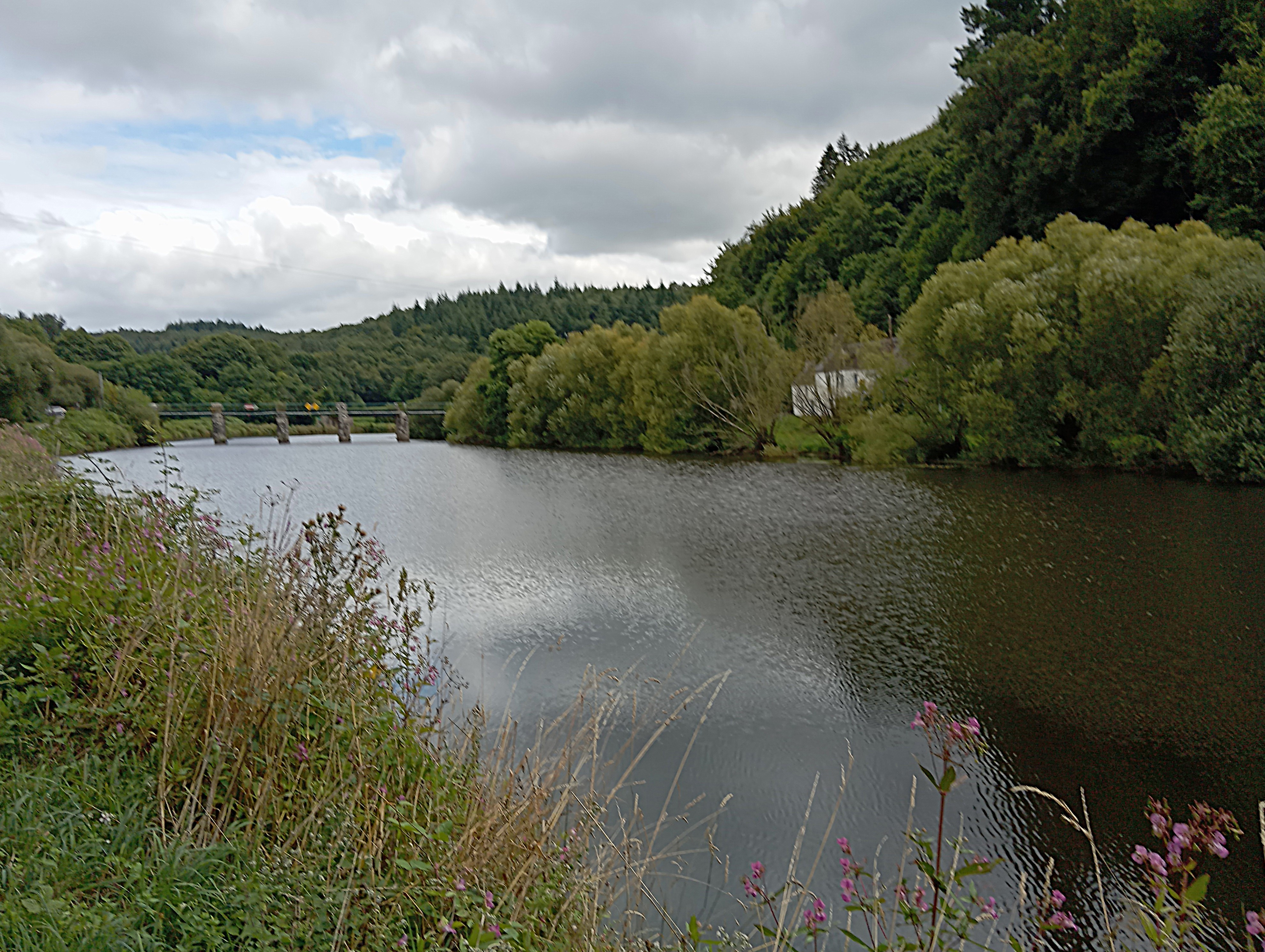
Le Blavet entre Saint-Barthélemy (Morbihan) et Quistinic au niveau du pont routier Saint-Adrien visible à l'arrière-plan.

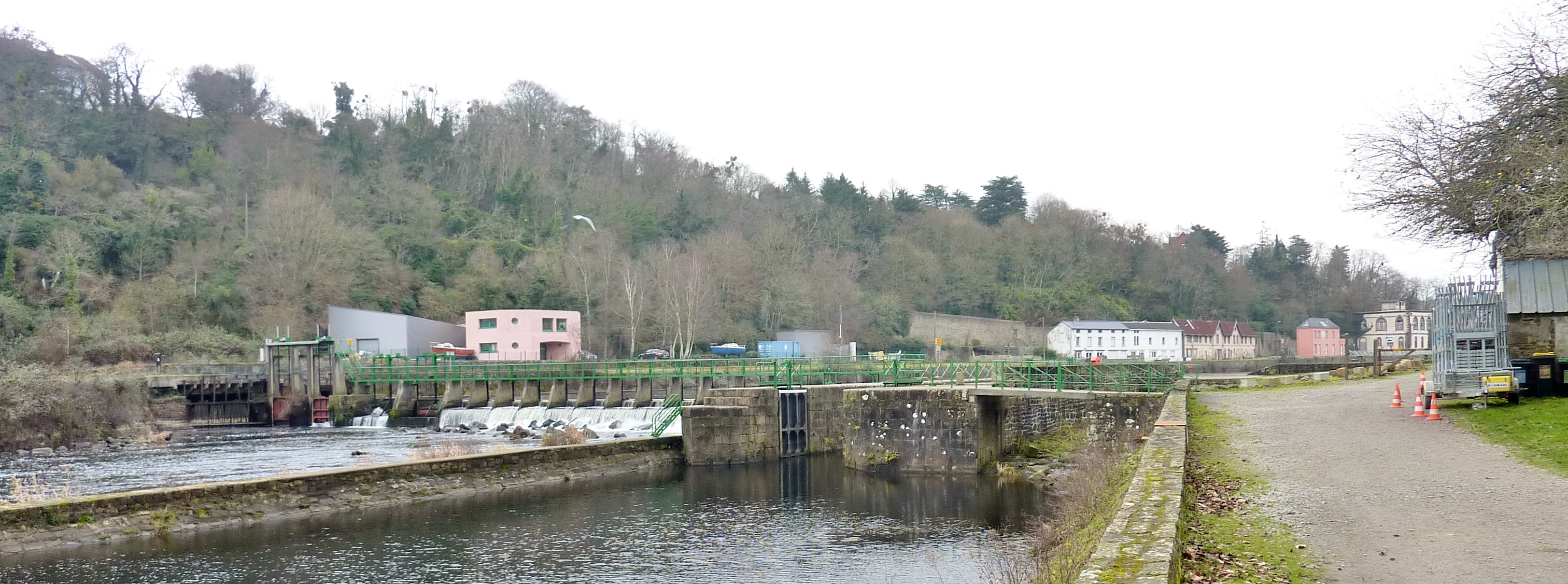
L'écluse n°26, dite du Grand-Barrage, sur le Blavet et le site des anciennes Forges d'Hennebont en 2017.
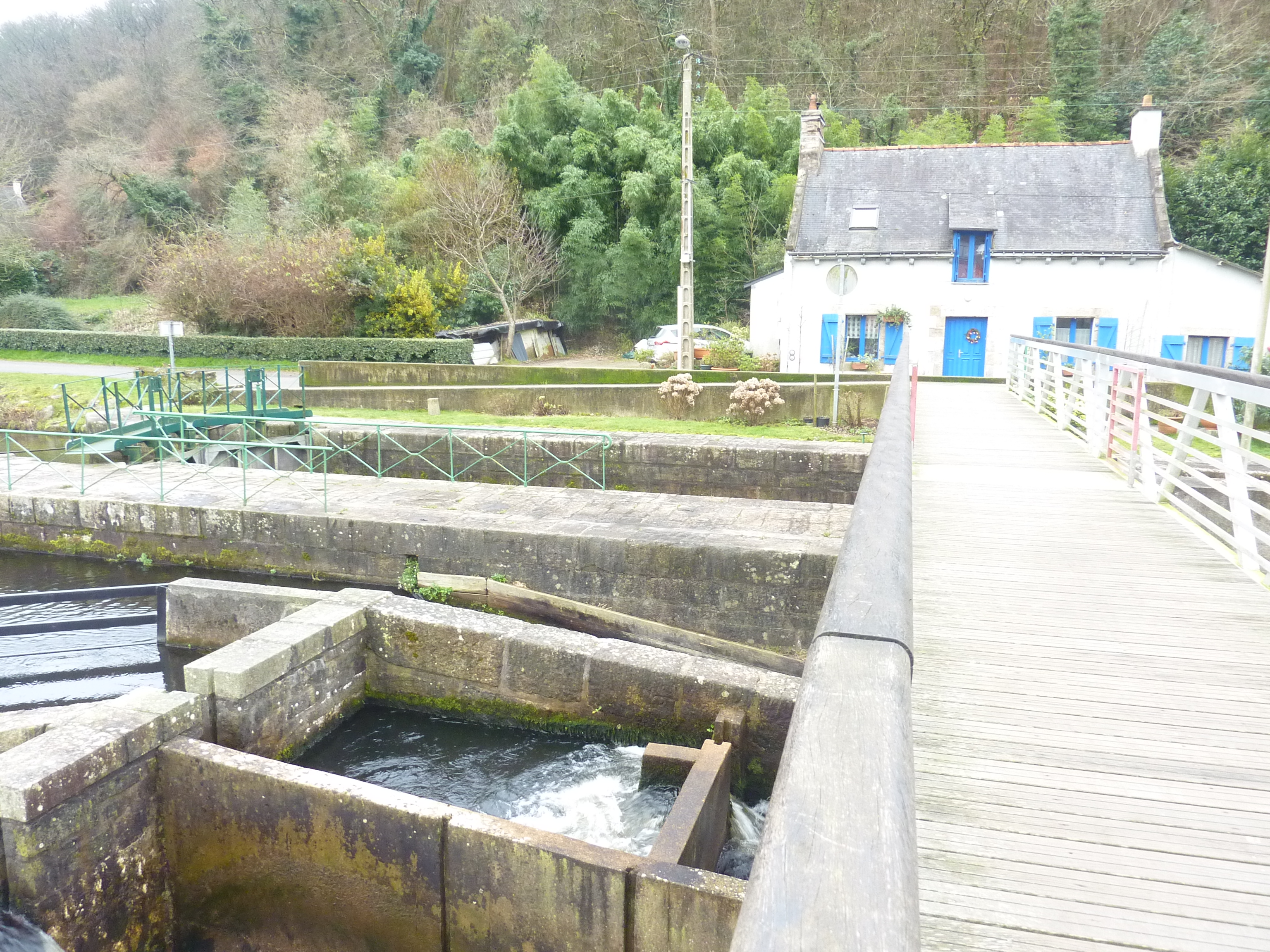
Passe à poisson au niveau de l'écluse n°26, dite du Grand-Barrage, entre Hennebont et Inzinzac-Lochrist ; à l'arrière-plan la maison éclusière.
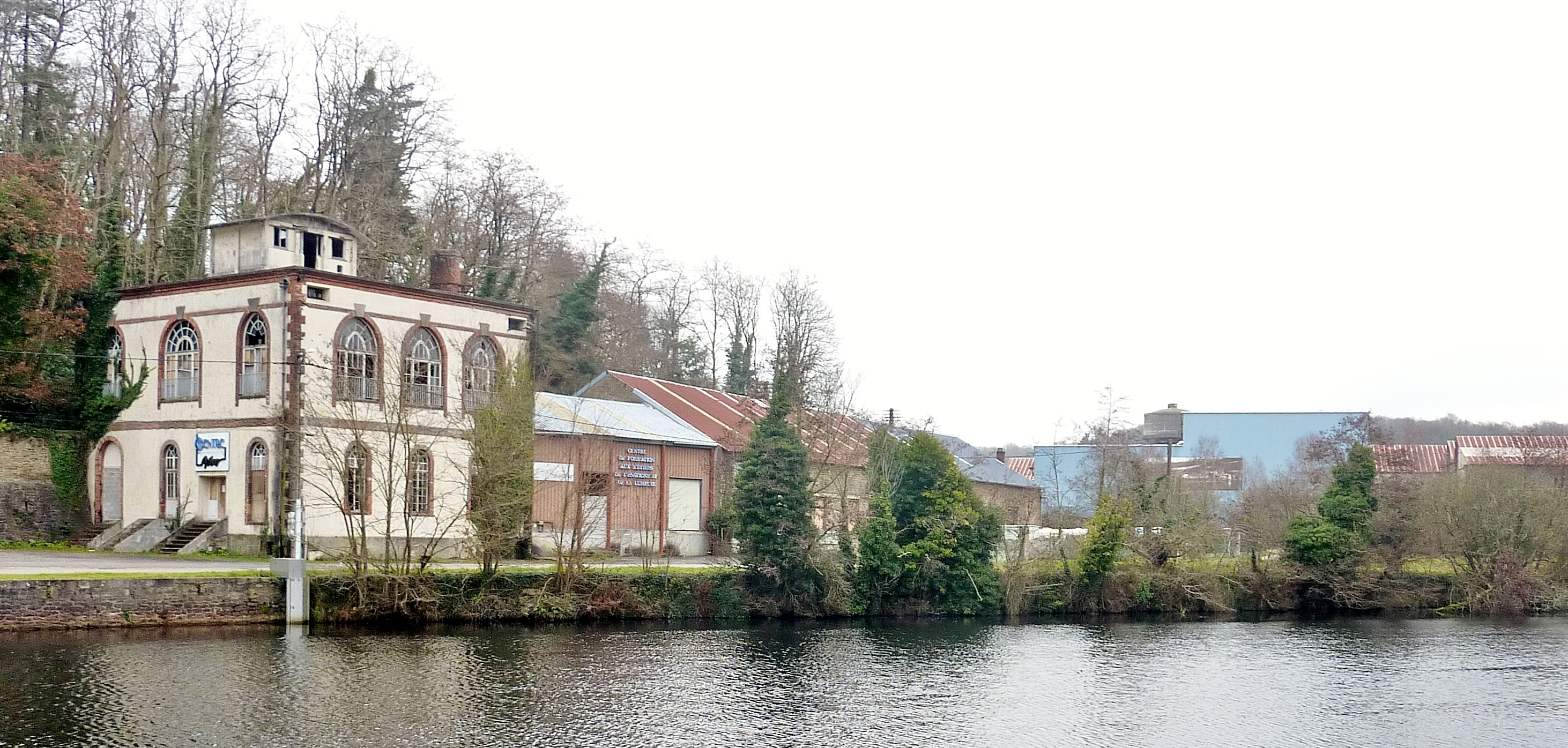
Inzinzac-Lochrist : le site des anciennes Forges d'Hennebont vu de la rive gauche du Blavet en 2017.
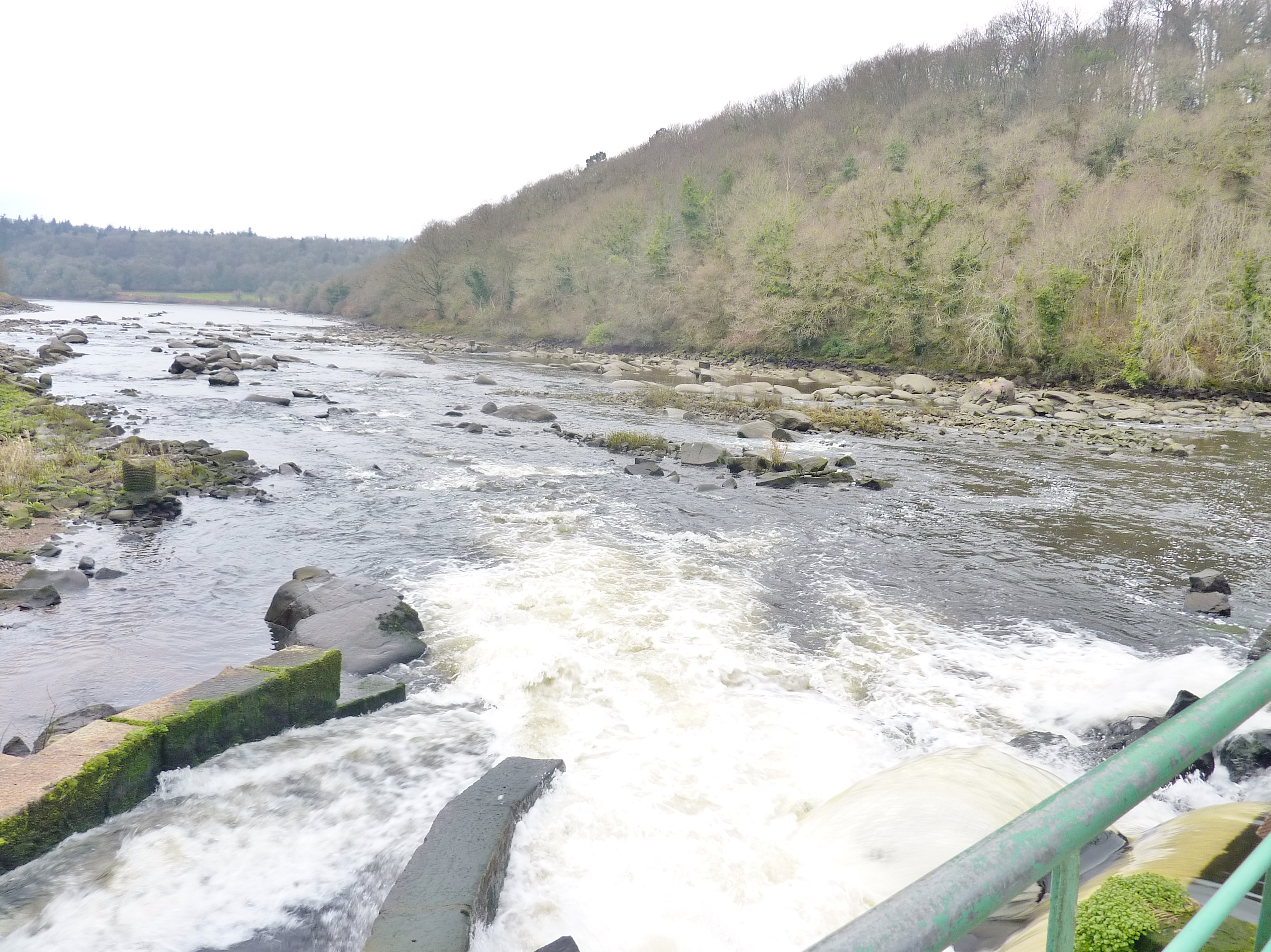
Le Blavet : vue vers l'aval à partir de l'écluse n°26, dite du Grand-Barrage.

À partir de l'écluse de Polvern, dernière écluse du canal du Blavet, un peu en amont d'Hennebont, l'influence des marées commence à se faire sentir et le lit du Blavet commence à s'élargir aussitôt après pour former un vaste estuaire (une ria) de 15 km de longueur.  À son embouchure, ses rives, distantes de plus de 500 mètres, séparent les villes de Lanester et de Locmiquélic. Il termine sa route dans la rade de Lorient où il est rejoint par le Scorff.

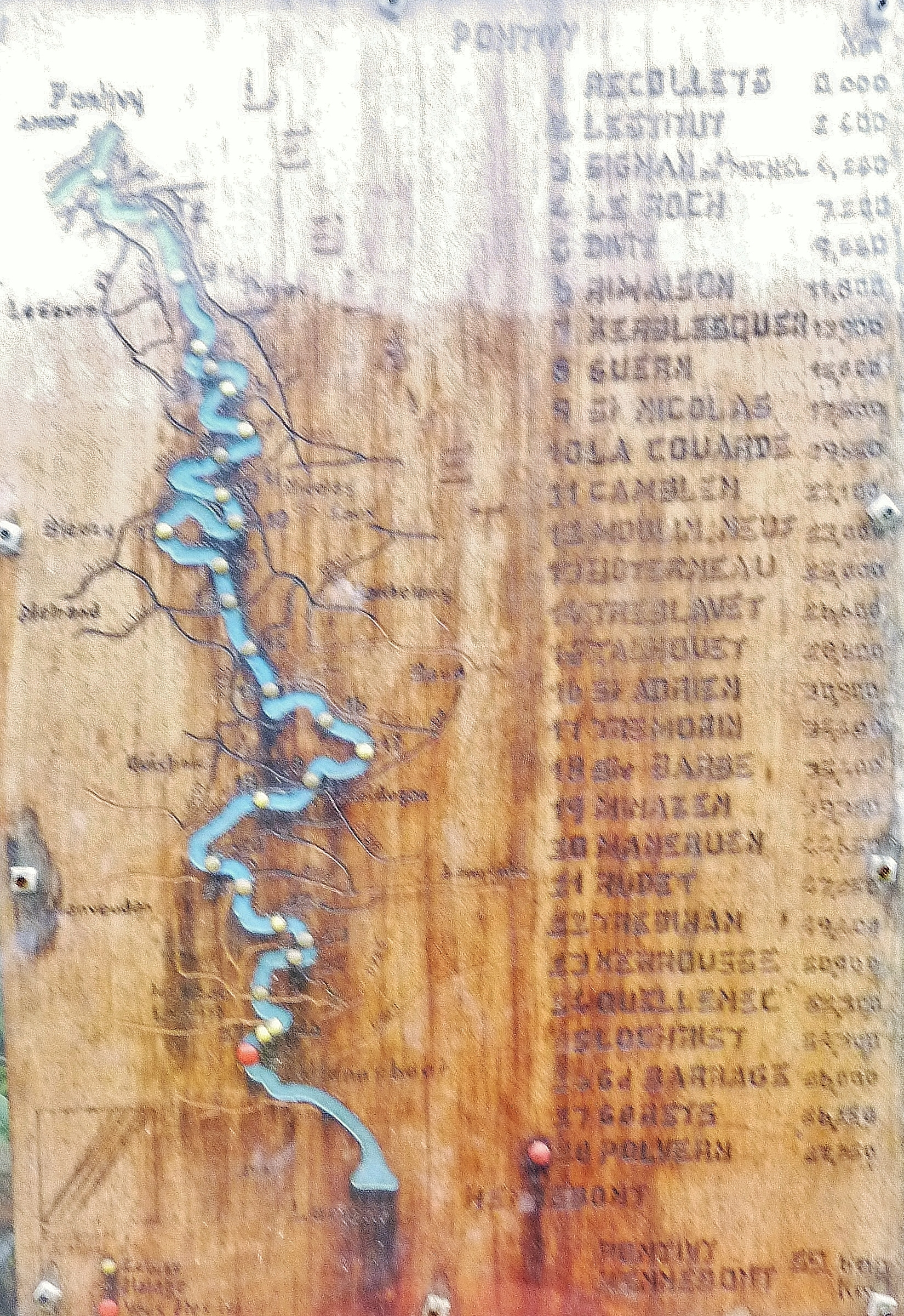
Liste et carte des écluses du Blavet (Panneau d'information touristique situé au niveau de l'écluse de Polvern).
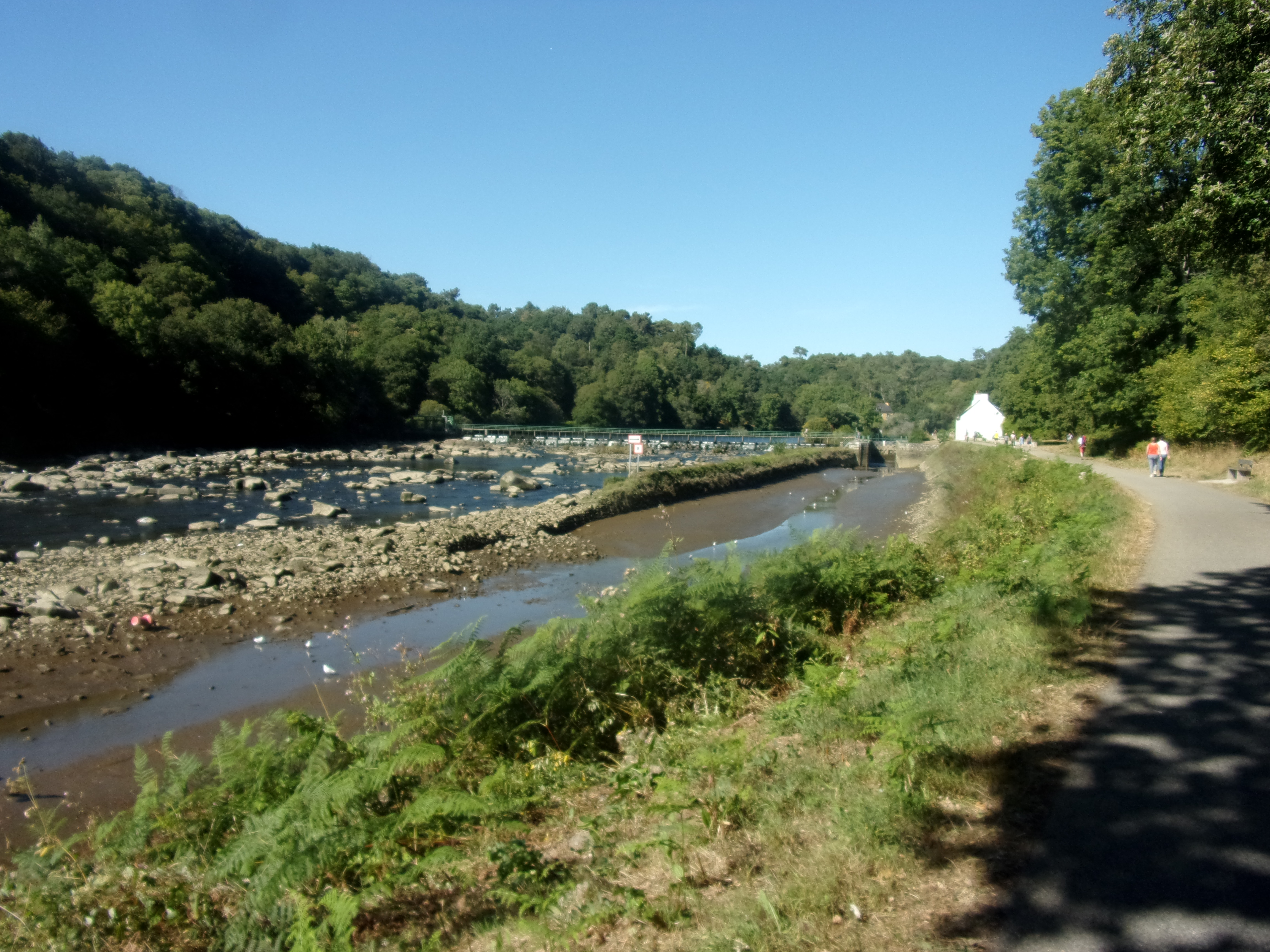
L'écluse de Polvern, dernière écluse sur le Blavet et point de commencement de la partie maritime du fleuve.
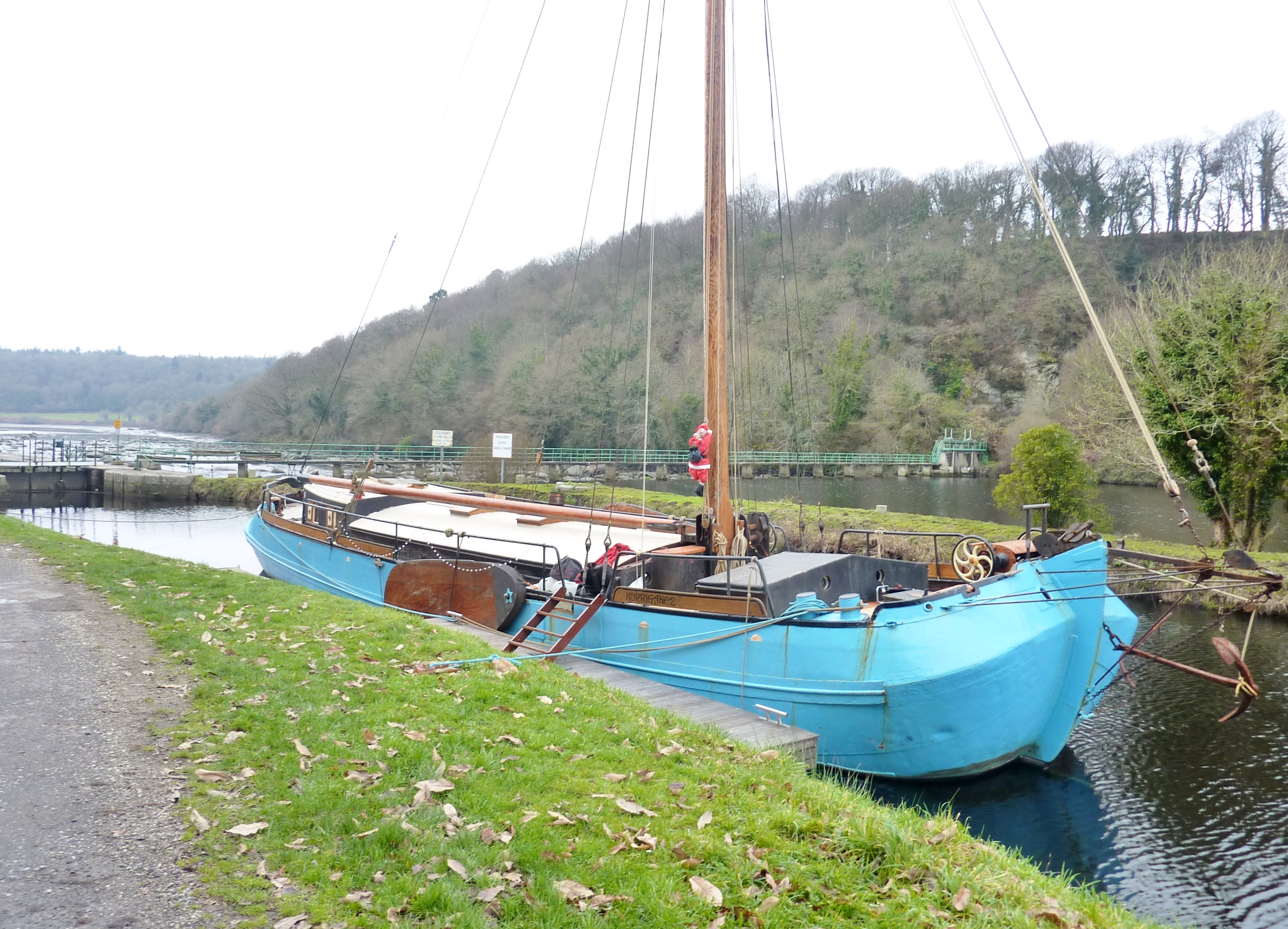
Le Blavet : l'écluse n°28, dite de Polvern (en Hennebont).
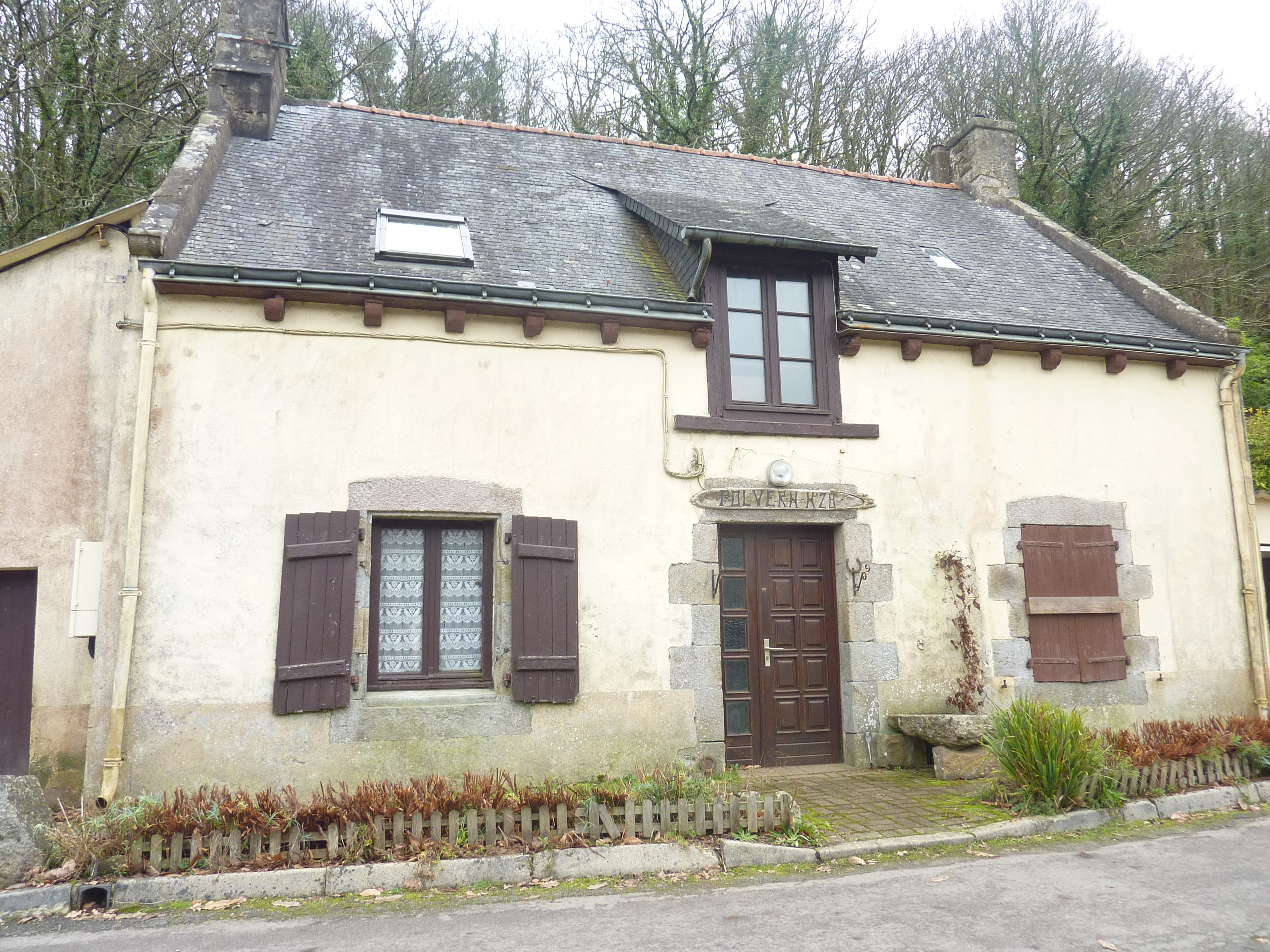
La maison éclusière de Polvern (écluse n°28) en Hennebont.
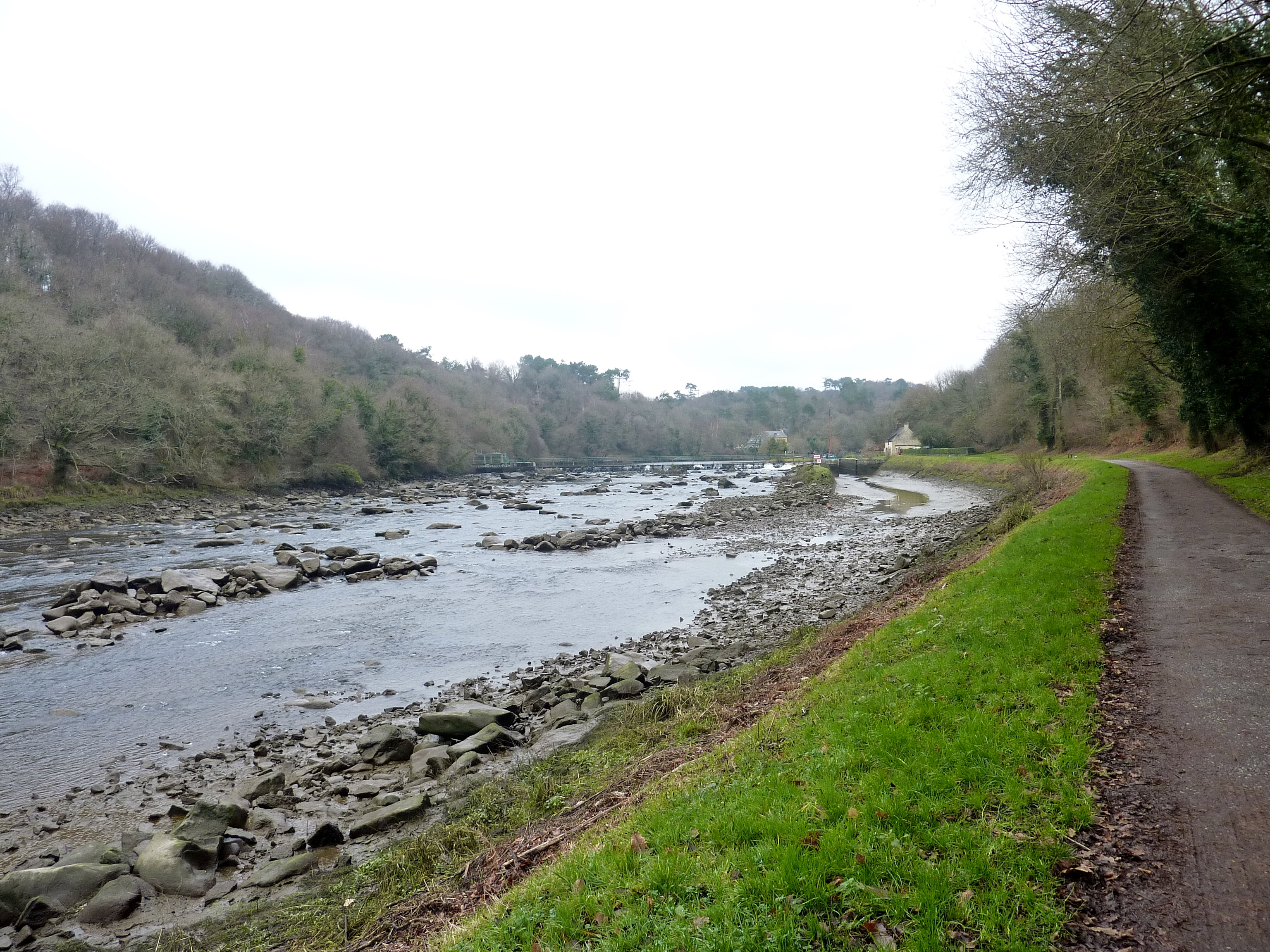
La vallée du Blavet en amont d'Hennebont et en aval de l'écluse de Polvern à marée basse ; à droite de la photographie l'ancien chemin de halage devenue voie verte.

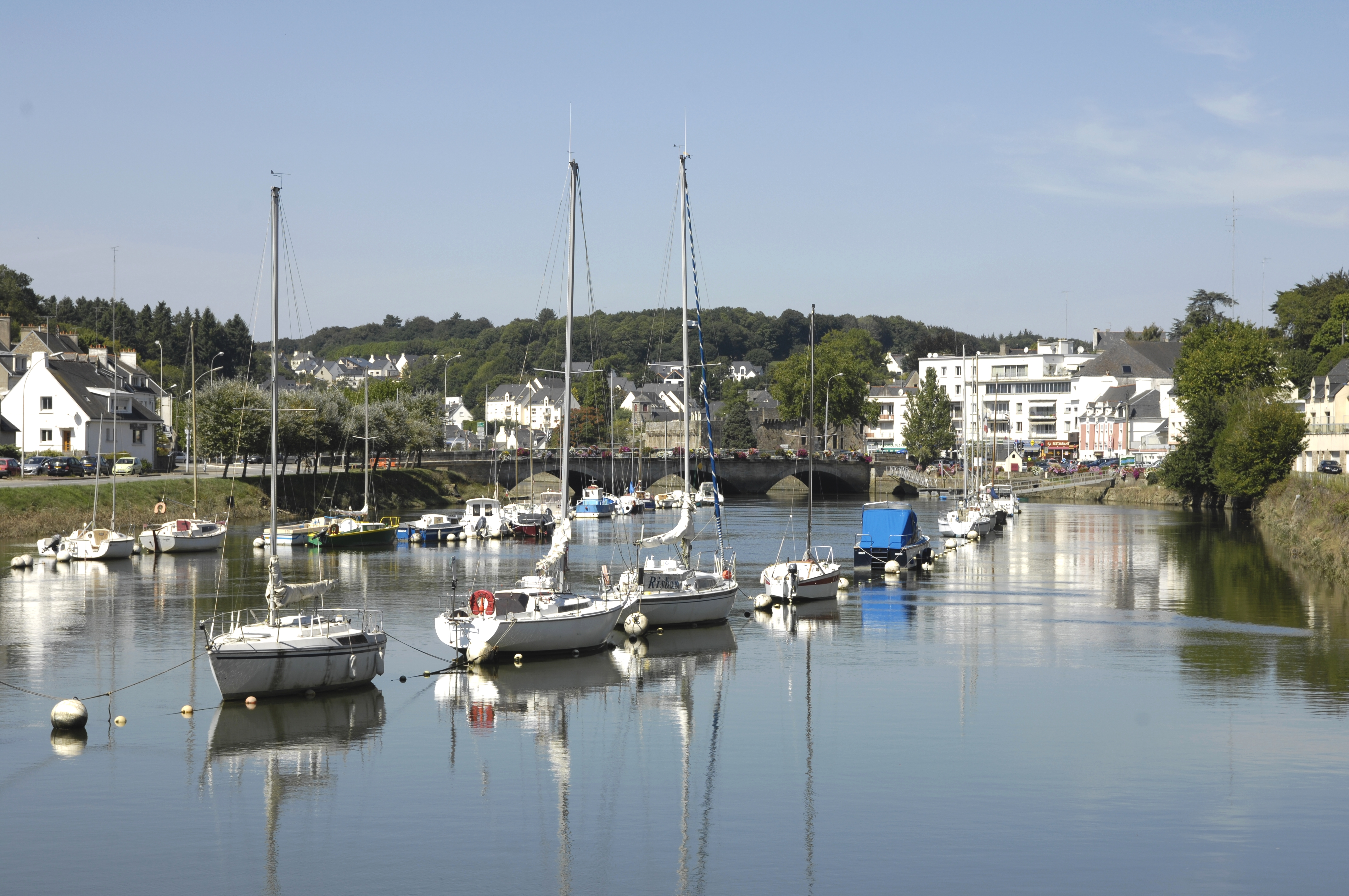
Le Blavet à Hennebont.
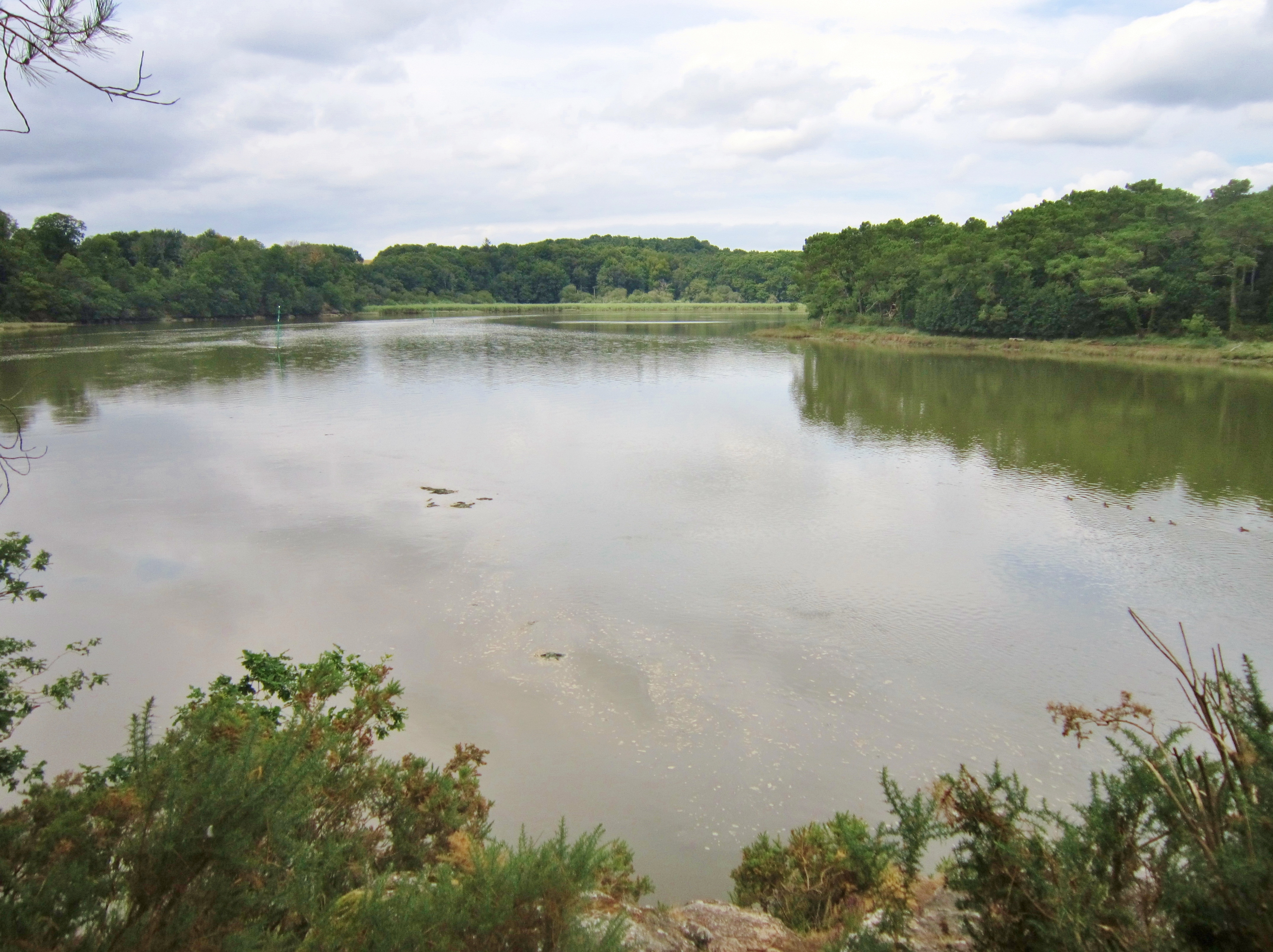
La ria du Blavet, vue vers l'aval depuis le GR 341 au sud du Rocher du Diable (en Lanester).

## Affluents

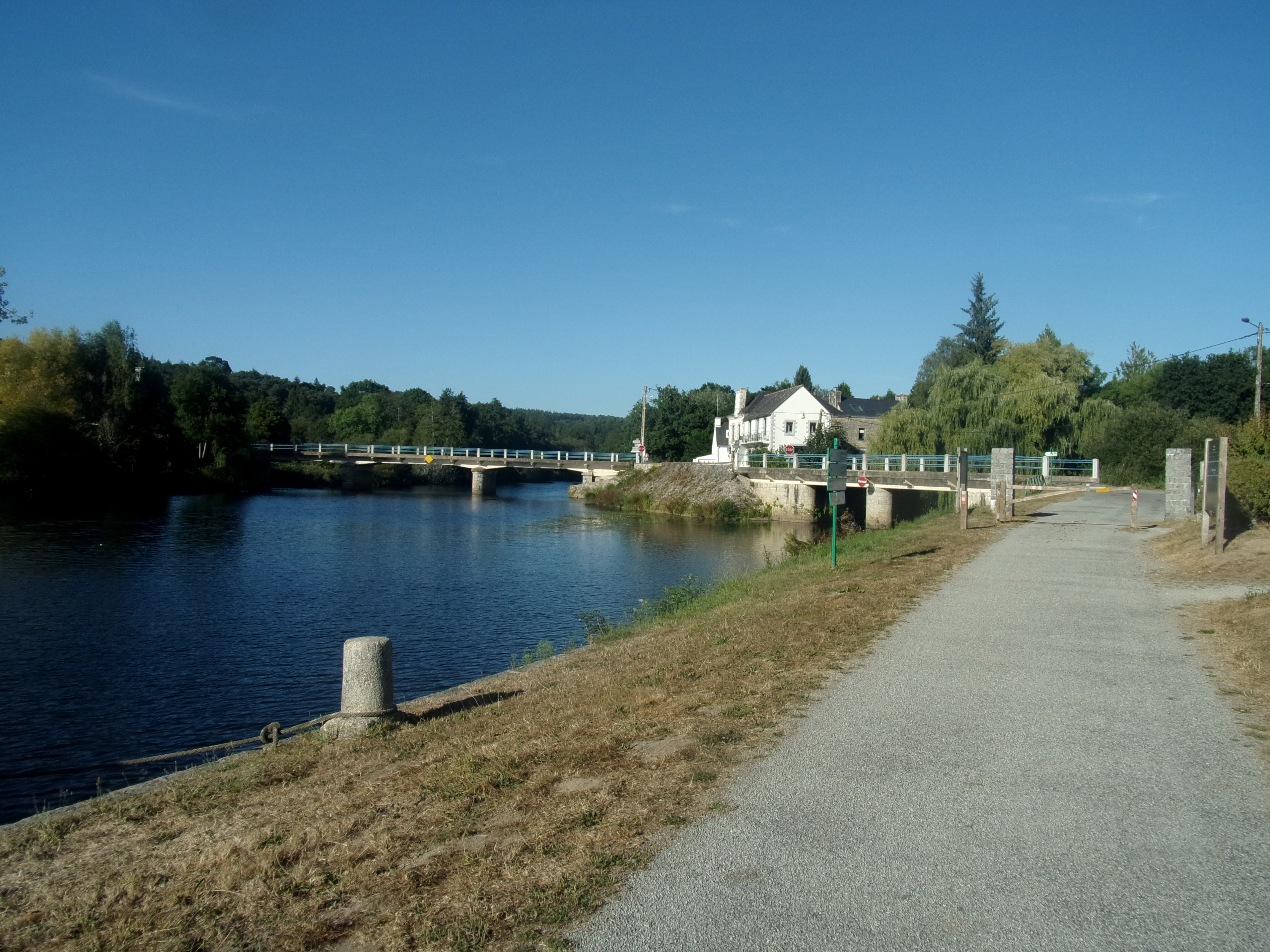
Confluence du Blavet (à gauche) et de l'Evel (à droite) à Pont Augan.

Le Blavet est grossi d'amont en aval par les eaux des cours d'eau suivants :

### Rive droite
- le Saint Georges, 9,0 km
- le Belle Chasse, 10,8 km
- le Doré ou Petit Doré, 17,4 km
- le Toul Brohet, 11,6 km
- le Guernic, 9,5 km
- la Pierre Fendue, 9,2 km
- le Houé ou Bieuzy, 14,8 km
- la Sarre, 35,3 km
- le Brandifrout ou Ruisseau de Brûlé, 18,3 km
- le Coët-Organ ou Sebrevet ou Moulin de Tallené, 13,5 km
- le Kerollin ou Stang Varric, 11,9 km
- le Kergonan, 10,2 km
- le Plessis, 12,4 km

### Rive gauche
- le Moulin de la Salle, 5,1 km
- le Faoudel, 10,4 km
- le Sulon, 28,6 km
- le Daoulas, 18,7 km
- le Poulancre, 15 km
- le Lotavy, 11,5 km
- le Douric, 12,4 km
- le Saint-Niel, 15,6 km
- le Kernars, 8,5 km
- l'Ével, 55,7 km et son affluent le Tarun 20,7 km

## Hydrologie

Carte de l'embouchure du Blavet.

Son régime hydrologique est dit pluvial océanique.

### Débits du Blavet à Languidic

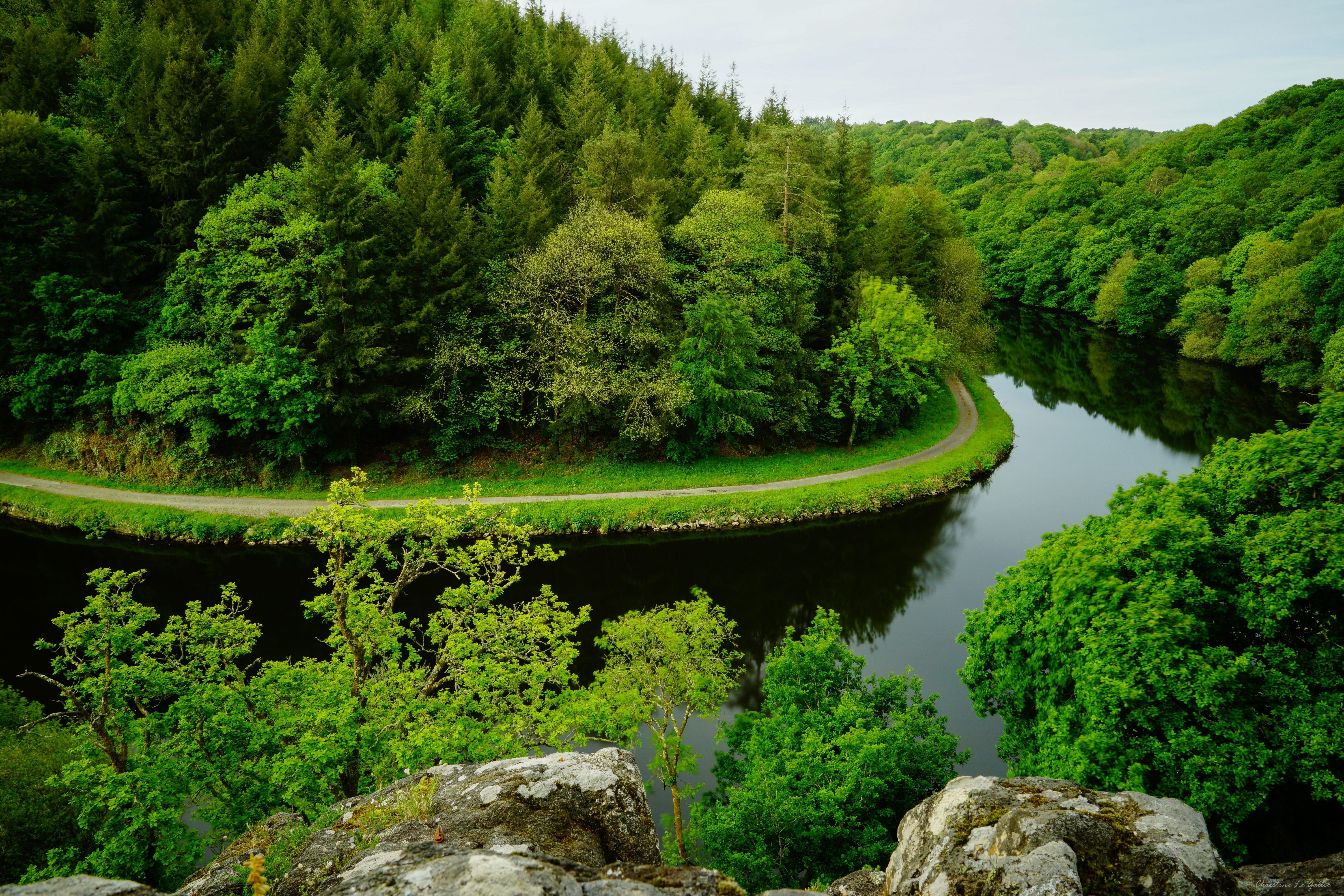
La vallée du Blavet à Languidic.

Le Blavet est un fleuve fort abondant, à l'instar de la plupart des cours d'eau de Bretagne occidentale, mais assez irrégulier. Son débit a été observé durant une période de 25 ans (1983-2007), à Languidic au lieu-dit du Quellenec, localité du Morbihan située à huit kilomètres en amont d'Hennebont, donc à près de 20 kilomètres de son embouchure à Lorient. La surface prise en compte est de 1 951 km2, soit plus de 95 % la totalité du bassin versant du fleuve, à l'exclusion du bassin du Scorff.
Le module du fleuve à Languidic est de 26,7 m3/s. 
Le Blavet présente des fluctuations saisonnières de débit très marquées, comme c'est le cas de la plupart des cours d'eau de la France de l'Ouest coulant sur le vieux socle armoricain fort peu perméable. Les hautes eaux se déroulent en hiver ainsi qu'au début du printemps, et se caractérisent par des débits mensuels moyens oscillant entre 39,3 m3/s et 59,9 m3/s, de décembre à mars inclus, avec un maximum en janvier (59,9 m3/s) puis février (56,4 m3/s). Les basses eaux ont lieu en été, de fin juin à fin septembre, avec une baisse du débit moyen mensuel allant jusqu'à 6,06 m3/s au mois d'août et 6,76 m3/s en septembre. Dès le mois d'octobre, le débit reprend vigueur (voir histogramme).
Mais ce ne sont là que des moyennes mensuelles, et les fluctuations de débit sont bien plus prononcées sur de plus courtes périodes ou selon les années.

### Étiage ou basses eaux
À l'étiage, le VCN3 peut chuter jusque 1,6 m3/s, en cas de période quinquennale sèche, ce qui ne peut pas être vraiment qualifié de sévère. Le VCN3 est de 1,11 m3/s et a été mesuré entre le 26 et le 28 septembre 1993. 

### Crues
Les crues peuvent être très importantes compte tenu de la taille déjà importante de ce fleuve et de son bassin versant. Les QIX 2 et QIX 5 valent respectivement 160 et 230 m3/s. Le QIX 10 est de 280 m3/s, le QIX 20 de 330 m3/s, tandis que le QIX 50 se monte à 390 m3/s. Ces chiffres correspondent à environ 40 % des valeurs de crue de l'Yonne par exemple, alors que cette dernière possède un bassin versant 5,5 fois plus vaste et que son module vaut 3,5 fois celui du Blavet.
Le débit instantané maximal enregistré à Languidic durant cette période, a été de 518 m3/s le 6 janvier 2001, tandis que la valeur journalière maximale était de 439 m3/s le même jour. En comparant la première de ces valeurs à l'échelle des QIX du fleuve, il apparaît que cette crue était largement supérieure au niveau défini par le QIX 50, et donc probablement plus que centennale.

### Lame d'eau et débit spécifique
Le Blavet est bien alimenté par les fortes précipitations de son bassin. La lame d'eau écoulée dans son bassin versant est de 434 millimètres annuellement, ce qui est largement supérieur à la moyenne d'ensemble de la France tous bassins confondus, ainsi qu'à la moyenne du bassin de la Vilaine assez proche par exemple (225 millimètres à Rieux). Le débit spécifique (ou Qsp) du fleuve atteint 13,7 litres par seconde et par kilomètre carré de bassin.

### Débits des cours d'eau du bassin du Blavet
| Cours d'eau | Localité          | Débits en m3/s | Débits en m3/s | Débits en m3/s | Débits en m3/s | Débits en m3/s | Débits en m3/s | Débits en m3/s | Côte max(m) | Max. instant. | Max. journ. | Lame d'eau (mm) | Surface (km²) |
| Cours d'eau | Localité          | Module         | VCN3 (étiage)  | QIX 2          | QIX 5          | QIX 10         | QIX 20         | QIX 50         | Côte max(m) | Max. instant. | Max. journ. | Lame d'eau (mm) | Surface (km²) |
| ----------- | ----------------- | -------------- | -------------- | -------------- | -------------- | -------------- | -------------- | -------------- | ----------- | ------------- | ----------- | --------------- | ------------- |
|             |                   |                |                |                |                |                |                |                |             |               |             |                 |               |
| Blavet      | Kerien            | 0,37           | 0,021          | 2,5            | 3,7            | 4,5            | 5,3            | 6,3            | 0,818       | 6,05          | 5,22        | 569             | 20,6          |
| Blavet      | Plounevez-Quintin | 1,67           | 0,078          | 11             | 15             | 18             | 20             | 23             | 2,14        | 16,80         | 16,80       | 510             | 104           |
| Blavet      | Mûr-de-Bretagne   | 10,80          | 0,37           | -              | -              | -              | -              | -              | -           | -             | 195         | 554             | 620           |
| Blavet      | Neulliac          | 12,30          | 1,30           | 87             | 130            | 150            | 180            | -              | 1,69        | 186           | 172         | 450             | 867           |
| Blavet      | Languidic         | 26,60          | 2,00           | 160            | 230            | 280            | 330            | 390            | 2,23        | 518           | 439         | 432             | 1951          |
| Evel        | Guénin            | 3,28           | 0,028          | 27             | 41             | 50             | 58             | 70             | 2,96        | 62,60         | 53,60       | 329             | 316           |
| Coët-Organ  | Quistinic         | 0,81           | 0,072          | 6,5            | 9,6            | 12             | 14             | 16             | 1,17        | 17,10         | 13          | 538             | 47,7          |
|             |                   |                |                |                |                |                |                |                |             |               |             |                 |               |

## Histoire
Selon les dires du recteur de Bieuzy, une crue dévastatrice eut lieu le 24 octobre 1642 et emporta la plupart des ponts enjambant le Blavet.

« Le 24ème jour d'octobre 1642 au soir, il fit une si grande pluie toute la nuit que tous les ponts sur le Blavet furent tous couverts et presque tous emportés par ce débordement d'eau ; c'était pitié de voir la grosse pluie qui se faisait continuellement jour et nuit de sorte qu'il arriva de grandes pertes sur la rivière Blavet. »

## Faune
La section canalisée du Blavet située en aval de Pontivy est classée en deuxième catégorie pour la pêche en rivière. On y trouve des cyprinidés tels que la carpe et l'ablette ainsi que des carnassiers tels que le brochet.
Les affluents du Blavet sont classés en première catégorie pour la pêche en rivière. On y trouve des poissons d'eau vive : la truite fario et les espèces d'accompagnement : le   vairon, le  chabot, la  loche. Des saumons atlantique remontent le Blavet pour se reproduire dans certains de ses affluents malgré la présence de nombreux obstacles :  écluses du canal et déversoirs. Ainsi on peut trouver des frayères à saumon dans le Kerollin, le Coët-Organ, la Sarre, le Brandifrout et le Houé, affluents de la rive droite, ainsi que dans l' Evel et le Tarun, affluents de la rive gauche.

## Qualité de l'eau
Le Blavet est l'une des sources d'eau potable de l'agglomération de Lorient. En raison d'une qualité de l'eau dégradée par les matières organiques et les résidus de pesticides notamment, l'usine de potabilisation de l'eau  de Lorient - appelée Usine de Coët er Ver - a été équipée d'un réacteur à charbon actif en poudre et d'un dispositif d'ultrafiltration, qui débarrasse l'eau de la plupart des micropolluants (de même que pour l'usine « du Petit Paradis », d'une capacité de 25 200 m3/jour en 2016, qui puise elle dans le Scorff).

## Loisirs
Le bassin d'eau vive de kayak sur le bras de Locastel à Inzinzac-Lochrist.